# 鎌倉

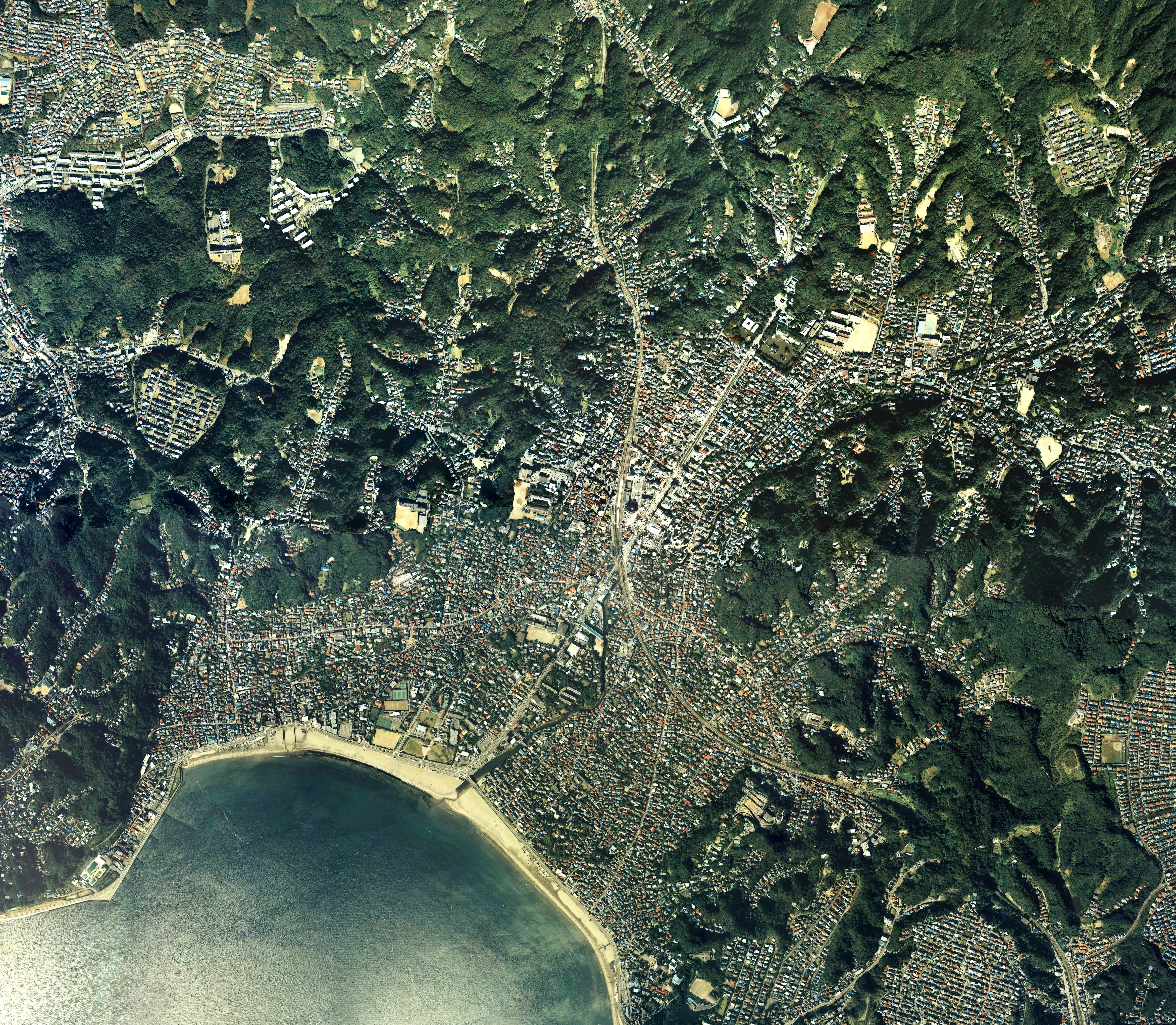
1988年の鎌倉付近の空中写真。南を相模湾、東・西・北の三方を山に囲まれた地形。右下に三浦半島が伸びる。1988年（昭和63年）撮影の8枚を合成作成。。

座標: 北緯35度19分07.7秒 東経139度33分06.9秒 / 北緯35.318806度 東経139.551917度

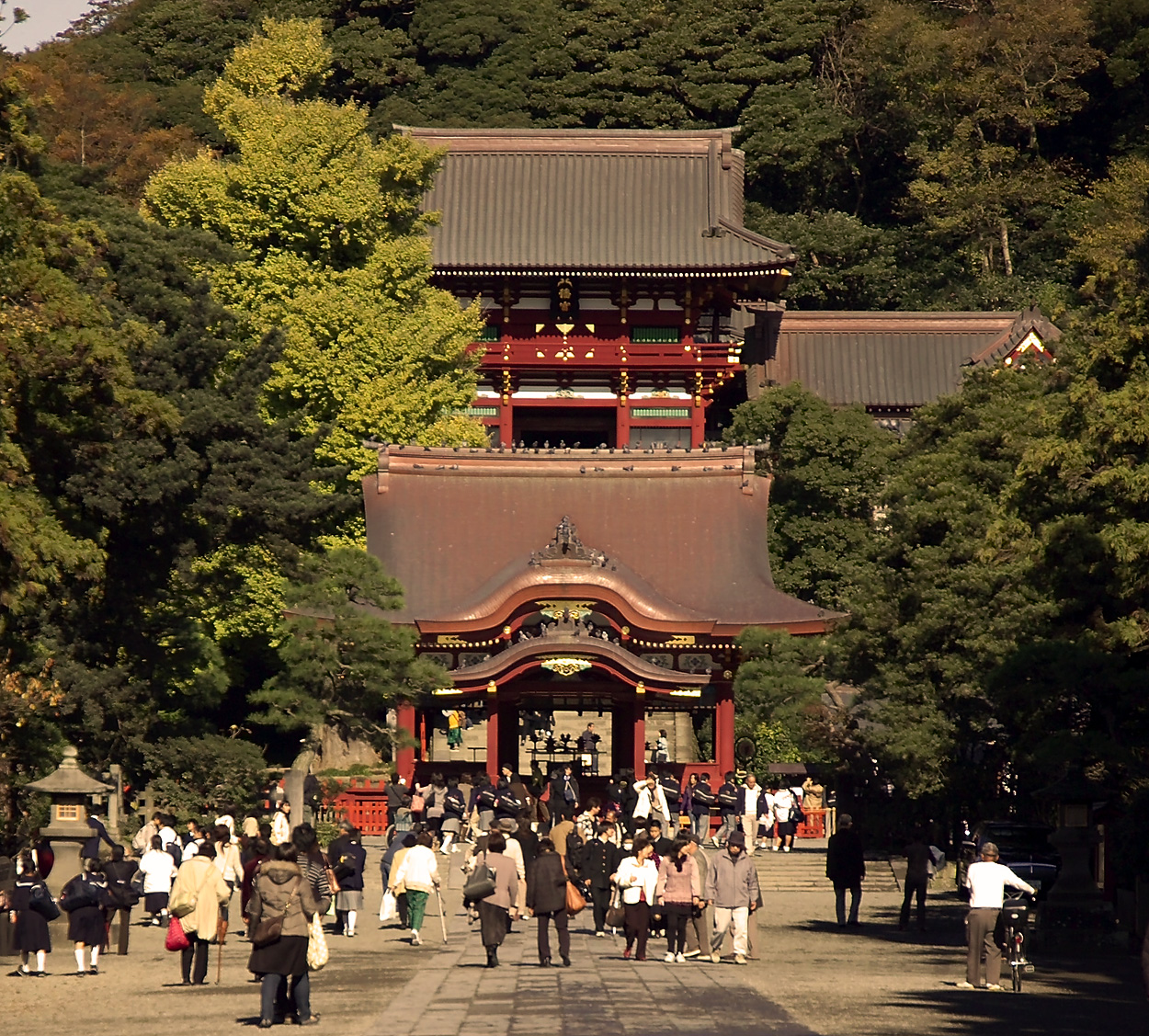
鶴岡八幡宮

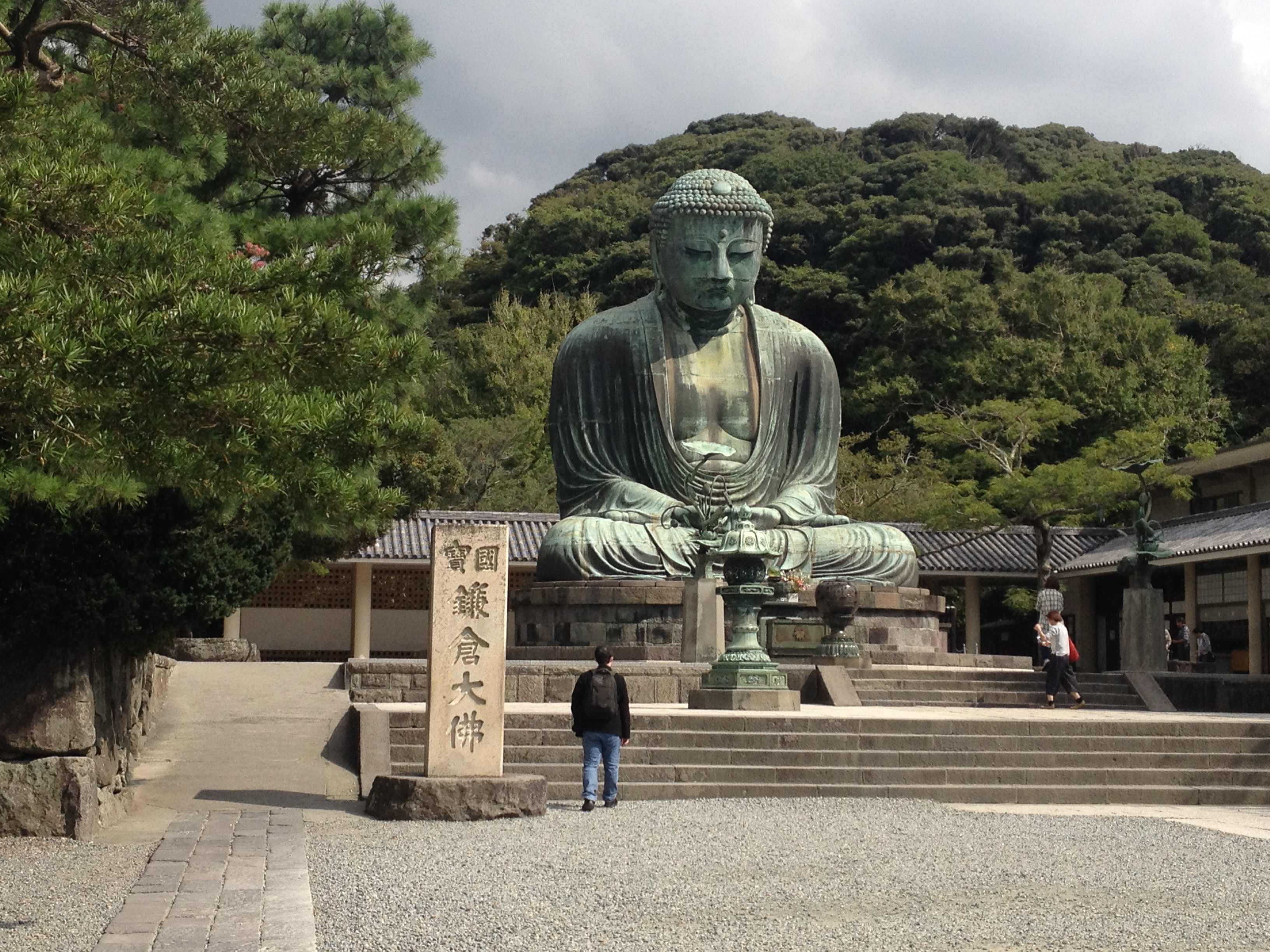
鎌倉大仏（高徳院 阿弥陀如来像）

鎌倉（かまくら）は、三浦半島西岸の地名であり、同半島の基部にあたり、相模湾に面している。
平安時代に河内源氏のゆかりの地となり、源頼朝が1180年（治承4年）に当地に根拠地を置き、後年ここで鎌倉幕府を開いて、政治の中心地となった。しかし、室町時代末期には衰退した。
現在も長谷の大仏（高徳院）、鶴岡八幡宮、鎌倉五山など史跡や寺社が多く残っている。また高級住宅地として有名。観光地・行楽地としても知られ、その海岸（由比ヶ浜および材木座海岸）は有名な海水浴場でもある。

## 概要
奈良時代に相模国鎌倉郡の郡衙所在地となり、古代より地域の中心地だった。771年までは東海道が経由し上総国へ向った。
平安時代に桓武平氏当主の平直方が居館を構えたが、直方娘と河内源氏である源頼義との婚姻を契機として鎌倉を譲り渡したことで河内源氏のゆかりの地となった。源頼義は八幡宮を勧請した（後の鶴岡八幡宮）。治承・寿永の乱時に源頼朝が大倉の地に居宅となる大倉御所をかまえて政治の拠点とした。
鎌倉時代には日本の政治において、重要な位置を占めていた。12世紀末から14世紀半ばの1333年（元弘3年）まで幕府が置かれ、鎌倉文化が全国に広がるなど、大きな力を持つ場所となった。近代に入ってからの鎌倉には鎌倉文士と呼ばれる作家、美術家などの文化人が集まり住み、いくつかのドラマや小説などの舞台にもなるなど、古くから現代に至るまで重要な場所となっている。また、最近では小学校の修学旅行先となるなど、大いに賑わいを見せている
現在の鎌倉は中世の鎌倉とは断絶した地割りであるが、古都保存法によって乱開発が規制され、古社寺や史跡、神奈川県唯一の国宝建築である円覚寺舎利殿を含めた文化財が比較的多く残る。また市が観光振興に力を入れていることもあり、観光を主な産業として今なお繁栄する。
本項では「歴史都市」「文化都市」「観光都市」としての「鎌倉」について述べることとする。

### 天然の要害

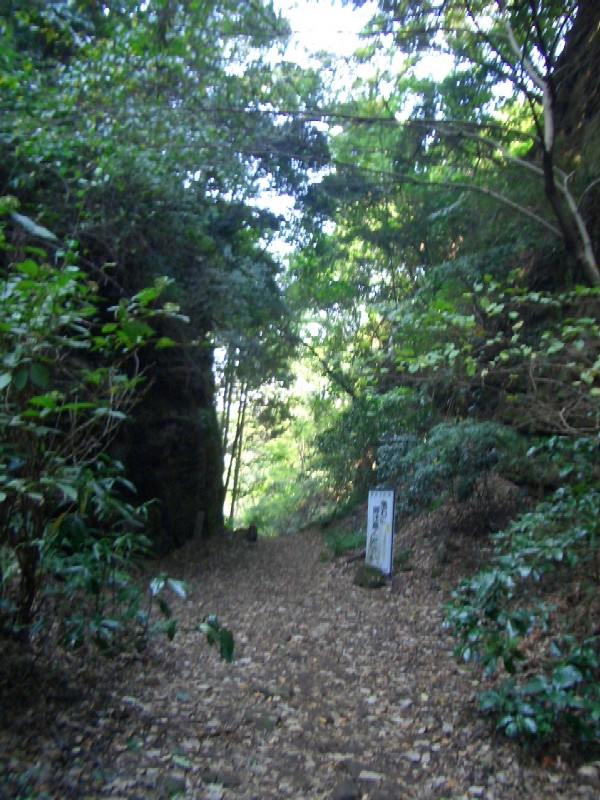
朝夷奈（朝比奈）切通

鎌倉の市街地は東・北・西の三方を山で囲まれ、南は相模湾に面した地形をなすことから、天然の要害と形容される。東・北・西のいずれから鎌倉に入るとしても「鎌倉七口」と呼ばれる山の尾根筋を開削した道路（切通し）を通らねばならず、後述する赤星直忠による研究以来「防御しやすい土地柄」と考えられるようになった。鎌倉幕府初代将軍の源頼朝がここを拠点としたのは、父祖ゆかりの土地であったこととともに、こうした地理的条件による部分が大きかったとされる。
市街地の北西には源氏山（92メートル）があり、山並みは高徳院（鎌倉大仏）の裏手を通って稲村ヶ崎まで伸びている。市街地の北から東にかけては六国見山（147メートル）、大平山（159メートル）、天台山（141メートル）、衣張山（120メートル）などの低い山が連なり、逗子市との境に当たる飯島ヶ崎、和賀江島（わかえじま）方面へ伸びている。市街地周辺の山はいずれも標高100～150メートル程度だが、標高の低い割には急坂やアップダウンの激しい山道が多いとされ、市街地北方の尾根道には「鎌倉アルプス」の別称がある。

### 鎌倉城
この地形的特徴と、九条兼実の日記『玉葉』の寿永2年（1183年）の記事に「鎌倉城」という言葉があることから、赤星直忠の研究以来、当時の鎌倉は全域が城塞（城郭都市）と見なされていたとする説がある。
ただし、この言葉の解釈をめぐっては、赤星により防御施設とされた「お猿畠の大切岸」などに代表される山上の切岸状人工地形が、建築土木材用の石切場（採石場）であることが発掘調査で判明したことや、『玉葉』での「城」という言葉が、城郭というより源頼朝の「本拠地」という意味合いで使われているとする齋藤慎一の指摘などがあり、鎌倉＝城郭都市と見なすかについては諸説がある。

### 鎌倉の範囲
現代の鎌倉市域は、南は相模湾に面し、北は横浜市、東は逗子市、西は藤沢市に隣接した区域で、面積は39.5平方キロメートルである。これは周辺の腰越町（1939年合併）、深沢村（1948年合併）、大船町（おおふなまち、1948年合併）が合併した後の市域である。古代の鎌倉はこれよりずっと狭い地域で、前述の東・北・西の三方を山で囲まれた地域に相当し、いわゆる「旧鎌倉」(＝鎌倉七口の内側)に当る。これは鎌倉市内の市街地郊外に位置する諸地域にも「北鎌倉」、「鎌倉山」、「西鎌倉」、「鎌倉逗子ハイランド」等、「鎌倉」を名乗る地区があり、これらと区別する場合にも用いられる。なお、「旧鎌倉」の外側にある北鎌倉地区（旧大船町）は、鶴岡八幡宮のすぐ西「巨福呂坂」切通を越えた地域にあるが、最も鎌倉らしい風情を残す地区の一つであると言える。
鎌倉時代後期には、「鎌倉」の範囲は、東＝六浦（横浜市金沢区）、西＝片瀬川（藤沢市）、南＝小坪（逗子市）、北＝山内（現在は通称北鎌倉。鎌倉市）にまで拡がった。
なお、現在の横浜市南西部（概ね戸塚区、瀬谷区、栄区、泉区、港南区の旧永野村域）や藤沢市の一部（概ね境川より東側）を含めた地域は鎌倉郡と呼ばれた（1948年消滅）。

### 鎌倉幕府の都市計画：鎌倉六大路

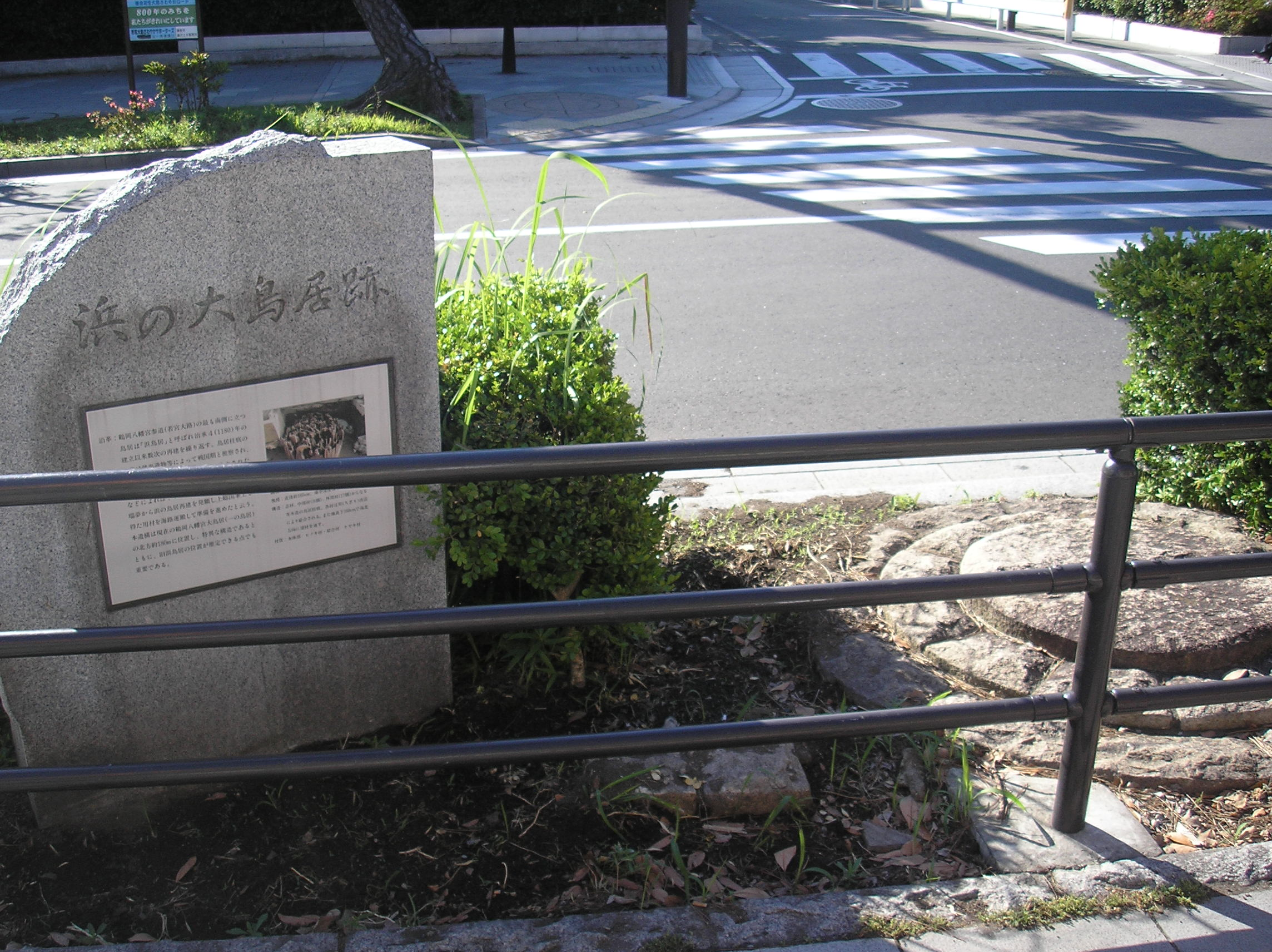
浜の大鳥居跡、現在の一の鳥居よりも約200m山側で歩道工事中に発見された。右下（および若宮大路向い側）の円形の石敷は柱根発掘地、上方は閻魔橋方向への車大路

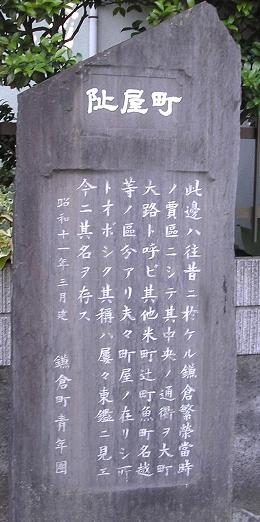
町屋跡碑：大町四つ角近くの小町大路・魚町橋の先に建つ。大町大路のほか、米町、魚町、辻町等の名も記されている

現在の鎌倉市街地（「旧鎌倉」地域）の主要道路網は、鎌倉時代の都市計画に基づく「大路」の名残をかなりとどめている。即ち、鶴岡八幡宮から由比ガ浜に向かう都市計画上の中心線としての若宮大路がその代表といえる。このほか、東側を並行する小町大路（現在の通称：辻説法通り、三浦道等）、同じく西側の今大路（同：今小路）が、南北線の基幹大路を成していた。さらに東西線の基幹大路としては、北側(山側)から順に、三の鳥居前の横大路、下馬四つ角を通る大町大路（同：由比が浜通り、大町通り、名越道等）、さらにその南側(海側)には浜の大鳥居跡(旧一の鳥居）前で若宮大路と交差する車大路（同：琵琶小路、本興寺裏辻子等）があった。このため、かなり歪んだ形ではあるが、南北3本・東西3本の六大路により碁盤の目状の道路網が形成されていた。
このうち、現在では「車大路」のみ、一部が廃道となっている(六地蔵近くから鎌倉第一小学校前・浜の大鳥居跡・鎌倉女学院前を通り、閻魔橋を渡った約100メートル先で中絶)。後世の横須賀線工事によるものであるが、「小町大路」の魚町橋と横須賀線三浦道踏切の間にある横断歩道から、再び東方向に名越方面に抜ける細い辻子が残っており、「車大路」の名残が窺われる。なお、この辺りの古町名を「辻町」という（大町のうち魚町橋以南から、踏切を越えて材木座のうち元八幡辺りまで）。かつてここが、「小町大路」と「車大路」の辻に当たっていたためであり、今も辻の本興寺、辻の薬師堂等の名称にその縁を残している。
なお、上記の基幹大路の名と現在通称されている道路名とには紛らわしいものがあるので、注意を要する。特に紛らわしいのは、小町大路と小町通である。小町大路は筋替橋から材木座までの由緒ある大路で、その両側には幕府高官・御家人の屋敷が並び、とくに大町四つ角以南は当時の鎌倉随一の繁華街でもあった。このため、日蓮のいわゆる「辻説法」も、この大路の彼方此方で行われたものと考えられ、今も大路の2箇所に辻説法跡の記念碑（大町の本興寺門前、及び小町2丁目）が建てられている。今ではこの付近は閑静な住宅街となっている。一方、小町通りは、鎌倉駅前から鶴岡八幡宮までの比較的新しく名付けられた観光土産屋通りであるが、現在では多くの行楽客で賑わう一大観光スポットとなっている。
また、現在、「琵琶小路」と誤って呼ばれている第一小の前の道は、かつての「車大路」の一部である。なお、往古は、若宮大路のうち下馬四つ角から車大路四つ角の間の区間が琵琶状に歪曲していたことから、琵琶小路と呼ばれていた。

## 歴史

### 飛鳥・奈良時代以前
発掘調査など、主に考古学分野の研究成果を通じてその実像に迫る試みが行われている。
鎌倉市内には多くの遺跡（埋蔵文化財包蔵地）があり（特に鎌倉中心部はほぼ全域が遺跡のエリアとなっている）、旧石器時代や縄文時代・弥生時代・古墳時代の遺跡も発見されているが、旧石器～縄文時代の遺跡（東正院遺跡・玉縄城遺跡・粟船山遺跡など）は、主に関谷や玉縄、大船地区などの市域北西部に分布し、柏尾川流域の台地上を中心に人々が住み始めたことが解っている。
弥生時代に入ると、縄文時代に引き続き市域北西部の柏尾川水系の丘陵地や台地上に集落遺跡の分布が見られるが、弥生時代中期後半からは水稲耕作の場を求めて鎌倉中心部である滑川の沖積低地部にも人々が進出し、低地北側（滑川上流）の大倉幕府周辺遺跡群に竪穴建物群（集落跡）が現れ、弥生時代末頃には由比ヶ浜沿岸の海岸砂丘帯に位置する由比ヶ浜南遺跡や長谷小路周辺遺跡などでも弥生時代の集落が営まれるようになる。
古墳時代中頃後半（5世紀末）になると、この砂丘地帯に向原古墳群という古墳群も造られ、埴輪が出土している。
古墳時代末（6世紀頃）になると、鎌倉から三浦半島にかけては『古事記』に見える「鎌倉別（かまくらわけ）」という古代豪族の勢力圏であったと考えられており、横穴墓群が市内の丘陵地帯で多く形成された。鎌倉市から隣の横浜市栄区あたりまで存在している横穴墓遺跡の中には、特徴的な形をした玄室を持つものがあり、旧鎌倉郡に分布しているとして「鎌倉型横穴墓」（鍛冶ヶ谷式横穴墓）と呼ぶ事がある。
また海岸砂丘帯の長谷小路周辺遺跡では、横須賀市などの海辺でも見られる箱式石棺墓が発見されており、由比ヶ浜一帯で海洋民集団が活動していたと推定されている。
奈良時代の律令体制下では、鎌倉は相模国鎌倉郡の郡衙（郡役所）が置かれ、行政の中心となった。現在の御成小学校を中心とする今小路西遺跡では、整然と建ち並ぶ大型の掘立柱建物跡が検出され、納めた租税を書き付けた「天平5年（733年）」銘の木簡が出土したことから、鎌倉郡衙跡であることが判明した。
現在市内には、杉本寺、長谷寺、甘縄神明神社のように創建を奈良時代と伝える寺社が存在するが、実際に今小路西遺跡（旧・千葉地遺跡）や若宮大路周辺遺跡群（旧・千葉地東遺跡）では古代瓦が出土しており、古代寺院（千葉地廃寺）が存在していたことを示唆している。
また、万葉集にも登場し、三浦半島（相模国）から海路を通じて房総半島（下総国）へ向かう古代の東海道が通っていた。由比ヶ浜の由比ガ浜中世集団墓地遺跡では、漁労具を伴う奈良・平安時代の集落遺跡や、祭祀に用いられた卜骨が出土しており、古墳時代に続き、古代においても沿岸部では海と関わる人々の生活が続けられていた。
なお、蘇我入鹿打倒を祈願するために常陸国の鹿島神宮を訪れた藤原鎌足が、帰途に霊夢によって鎌を埋めた土地であることから「鎌倉」と命名されたとする伝説がある。これは鎌足の末裔である藤原頼経が将軍の地位に就いた鎌倉時代中期以後に成立した伝説とみられ、史実ではないが、中世から近世にかけて多くの地誌に採録されて広く信じられていた。
鎌倉は、比較的古くから人々が居住して古代には郡衙が置かれ、古東海道の中間地点として伊豆半島～房総半島を繋ぐ海上交通と物流の要衝と考えられている。

### 平安時代
平安時代末期には平直方が居館を構え、平忠常の乱鎮圧を源頼信に委ねて以来、河内源氏ゆかりの地となった。『陸奥話記』などの軍記物語には頼信の息子である源頼義の武勇にほれ込んだ平直方が頼義を娘婿に迎えて鎌倉を譲ったと伝えている。歴史学者の川合康は、頼信父子も直方も京都を本拠とする軍事貴族であり、直方が京都において頼義を娘婿に迎えた後に相模守に任じられた頼義のために鎌倉にあった所領を譲ったのではないかと推測している。
鶴岡八幡宮の敷地に関しては、1982年（昭和57年）の発掘調査で土葬の遺骨や寺院の遺構と思われるものが発見されている。福島金治は『阿娑縛抄』第百十四「妙見部」に引用されている仁平3年（1153年）8月9日付の「妙見菩薩供注進状」の中で、聖昭が鳥羽法皇と藤原忠通の諮問に対して国内の妙見菩薩信仰の拠点として比叡山北谷の妙見堂と並んで挙げている「鎌倉生源寺」がその該当寺院であった可能性を指摘している。生源寺は廃仏毀釈によって廃された松源寺（岩窟不動尊の東にあった）の前身と推測されており、事実とすれば鶴岡八幡宮建設時に移転をしたことになる。福島は頼朝以前の鎌倉地域（江ノ島を含める）が天台宗の重要な拠点であった可能性を指摘している。
また、長谷寺、甘縄神社、御霊神社、星井寺、元八幡宮、荏柄天神社、もしくはその前身が創建されたと縁起などに基づき考えられている。

#### 吾妻鑑の初期鎌倉像
なお従来は鎌倉が歴史の表舞台に登場するのは源頼朝の登場以降との考えもあり、平安時代中期以前の鎌倉の実情については文献史料に乏しく、あまり明確ではないとされていた。また『吾妻鑑』治承4年（1180年）12月12日条の、頼朝が新邸（大倉御所）に入居した際の記事に、「所素辺鄙、而海人野叟之外、卜居之類少之、正當于此時間、閭巷直路、村里授号、加之家屋並甍、門扉輾軒云々。（ここはもともと辺鄙な土地で、漁民や農民以外に住もうとする者は少なかったが、まさにこの時〈=頼朝の御所入り〉から、道路は真っ直ぐにされ、村里にも名が付けられ、家屋・門扉が建ち並ぶようになったと言う）」とあることから、頼朝入部以前の鎌倉は、人家も疎らな辺境というイメージもあった。
上記の「辺鄙な土地」という描写には、頼朝の業績を称揚するための演出的な意図が含まれていると見られており、頼朝（またはそれ以前からの河内源氏たち）が鎌倉を拠点に選んだ理由は、むしろ東西を結ぶ海上交通の要衝という地理的な特性を踏まえてのことだったのではないかとも考えられている。また、前述の福島金治は『吾妻鏡』の表現を「武家政権誕生を意図した説話的表現」と評価し、これはそのまま徳川家康の江戸入城時の逸話にも転用されている可能性があるとしている。

#### 源氏と鎌倉

伝源頼朝像（像主については異説もある。）

康平6年（1063年）に清和源氏の棟梁の源頼義は由比郷鶴岡（鎌倉市材木座）に「鶴岡若宮」として、河内源氏の氏神である河内国石川郡壷井の壷井八幡宮を勧請した。この年は、頼義が陸奥の安倍貞任を討ち、前九年の役が終結した翌年である。頼義は、氏神として信仰する八幡神に戦勝を祈願していた。そして、戦いの後、京都郊外の石清水八幡宮に勝利を感謝し、本拠地の河内国壷井に壷井八幡宮を勧請し、河内源氏の東国進出の拠点である鎌倉に八幡神の分霊を祀った。これが今も鎌倉の中心である鶴岡八幡宮の起源である。
それから1世紀以上経た治承4年（1180年）、頼義の玄孫である源頼朝が鎌倉入りした。頼朝の父・義朝は、頼義以来ゆかりのある鎌倉の亀ヶ谷に館を構え、頼朝の異母兄・義平の大蔵合戦での活躍もあり関東に強い基盤を持っていたが、平治の乱（平治元年/1159年）で平清盛との戦いに敗れ、関東へ落ち延びる途中尾張国で殺害された。これが初陣であった若き頼朝も殺されるはずであったが、清盛の継母にあたる池禅尼の助命嘆願で許され、摂津源氏の源頼政一族の知行国でもある伊豆の蛭ヶ小島へ流された。それから20年後の治承4年（1180年）、以仁王が頼政の嫡子の「前伊豆守」源仲綱を通じて全国の源氏に発した令旨を奉じた頼朝は、流刑先の伊豆で平氏打倒の兵を挙げる。頼朝の軍は石橋山の戦い（神奈川県小田原市）では敗北して、いったん安房（千葉県南部）へ引き下がるが、ここで軍勢を整えて、続く富士川の戦いでは平維盛らの軍勢を圧倒する。関東を平定した頼朝は父祖ゆかりの地であり、天然の要害である鎌倉に入り、大倉（大蔵）という場所に館を設ける。現在の鶴岡八幡宮の東方、横国大附属鎌倉小学校校舎と校庭の境付近から清泉小学校あたりがその館跡で、ここは後に「大倉幕府（大倉御所）」と呼ばれるようになる。
同じ治承4年（1180年）、頼朝は八幡宮（鶴岡若宮・由比若宮）を由比郷鶴岡から小林郷へ移す。小林郷は現在の鶴岡八幡宮の所在地であり、「鶴岡」は地名ごと移動してきたことになる（なお、由比若宮の旧地には、今も「元八幡」という小社が残る）。以後、鶴岡八幡宮は鎌倉の象徴となり、都市計画は八幡宮を中心に行われた。寿永元年（1182年）には八幡宮の表参道が整備された。現在も鎌倉のメインストリートである若宮大路がそれである。当時、水田の中の道だった若宮大路は、石を積んで周囲の地面よりかさ上げする工事が行われた。現在「段葛」（だんかずら）と呼ばれている、両脇の車道より一段高くなった歩道はその名残である。

### 鎌倉時代

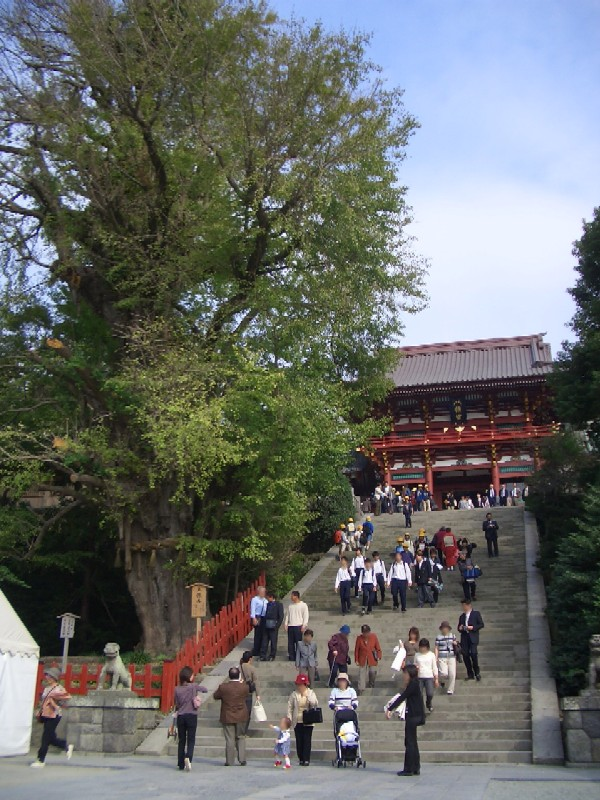
鶴岡八幡宮と大イチョウ

「鎌倉時代」あるいは「鎌倉幕府」の始まりをどこに置くかは、研究者によって見解が分かれている。
1. 頼朝が鎌倉入りした治承4年（1180年）とする。
2. 後白河法皇から守護地頭の設置を許可され、平家（平氏の中の伊勢平氏庶流の平清盛一族のこと）が壇ノ浦で滅亡した文治元年（1185年）とする。
3. 頼朝が征夷大将軍に任じられた建久3年（1192年）とする。

どの年を「鎌倉時代」の最初の年とするかについては、上に挙げた以外にも2、3の説があるが、武士の街としての鎌倉の始まりは頼朝が鎌倉に館を構えた1180年とみて大過ないであろう。この時点から日本の政治体制は変化し、明治維新まで700年近く続く、武家社会、封建社会が始まったのである。
河内源氏の源頼朝の家の正系の将軍は3代で途絶え、3代将軍実朝が甥（実朝の兄である2代将軍頼家の子）の公暁に殺害されてからは、北条氏が実権を握ることになる。この当時（12世紀末～13世紀初頭）は、京都の中央政府（院政）の力も衰えておらず、中央（都、首都）と鎌倉の二元的支配体制であったが、承久3年（1221年）の承久の乱における幕府軍の勝利以後、鎌倉側の政治的優位は決定的となり、鎌倉は名実共に、日本の行政府所在地となったといえる。
北条氏は比企氏、三浦氏、和田氏など、ライバルとなるおそれのある一族を次々と滅ぼし、摂家将軍・親王将軍を名目的な将軍として擁立し、自らは執権として幕府機構を掌握した。3代執権・北条泰時の代には、幕政の中心となる将軍御所の所在地が大倉幕府から北条義時大倉亭内の二階堂大路仮御所を経て、宇都宮辻子幕府・若宮大路幕府へと移転している。
鎌倉幕府は13世紀中頃以降は元寇という大事件があったものの、政治体制は一応安定していた。13世紀後半には建長寺、円覚寺をはじめとする禅寺が建てられ、鎌倉大仏が造立され、鎌倉五山の成立や、日蓮が活躍するなど、仏教文化が大いに栄えた。
その後、元寇をきっかけに幕府財政は逼迫し、内管領の長崎氏の専横などで、地方では悪党が活動する。こうした中で後醍醐天皇は倒幕を企てる。元弘3年（1333年）、天皇の意を受けた新田義貞軍は鎌倉を陥落させ、北条高時ら一族と家臣は東勝寺合戦において自決し、鎌倉幕府は滅亡した。

### 室町・戦国時代

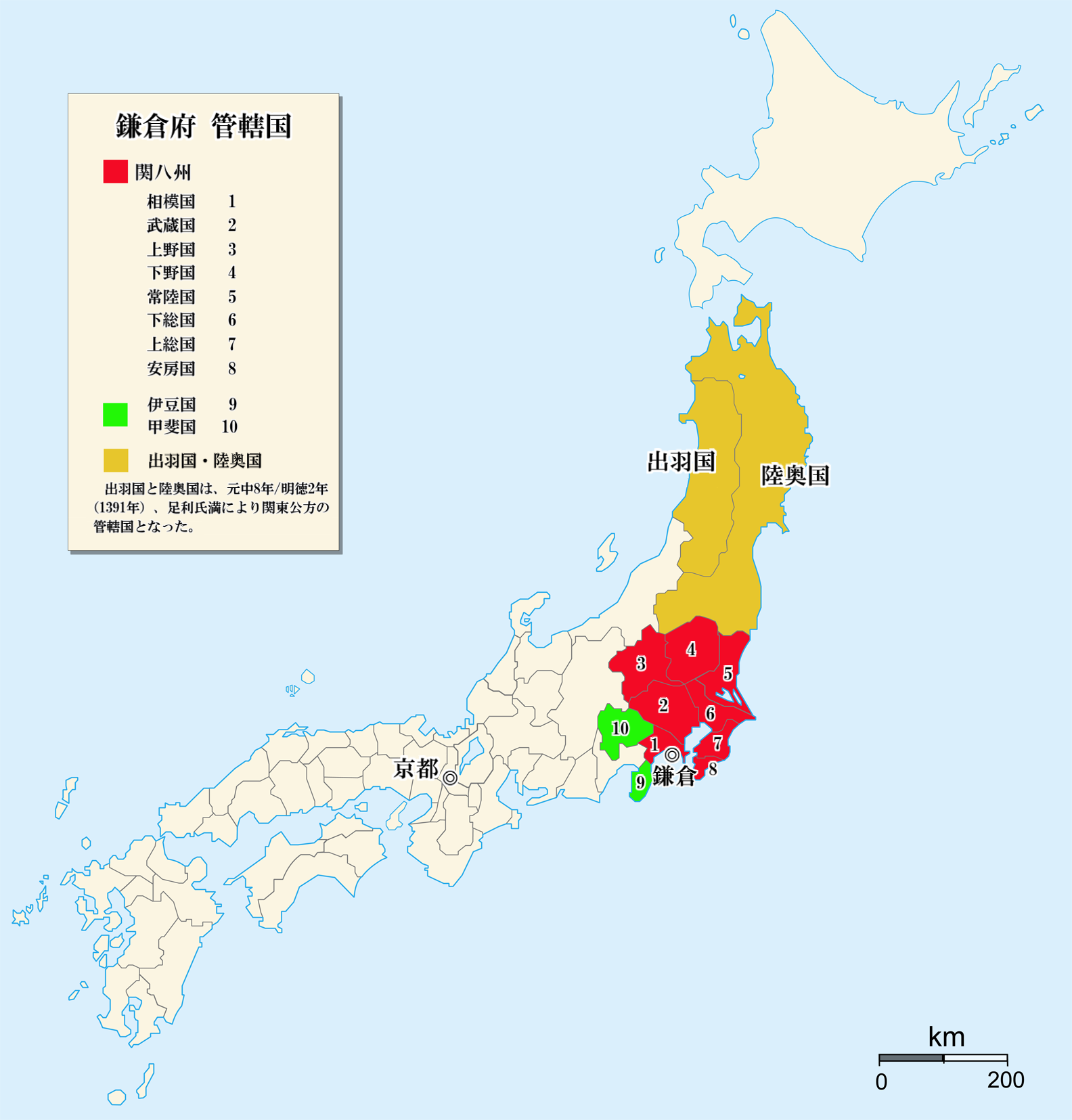
明徳2年/元中8年（1391年）時点の鎌倉公方管轄国

建武の新政においては関東統治のため鎌倉将軍府が置かれ、足利尊氏の弟である直義が成良親王を奉じて派遣される。35年に北条氏の残党勢力による中先代の乱が起こり鎌倉が奪還されると、討伐のために赴いた尊氏が戦後に鎌倉を拠点に建武政権から離反する。足利軍は36年に京都を奪還し、京都に武家政権を成立させ、南北朝時代の貞和5年（正平4年、1349年）には、鎌倉へ尊氏の子の基氏が派遣され、東国支配のための出先機関として鎌倉府が設置される（その長官が鎌倉公方）。
室町時代には鎌倉府は京都の幕府と対立し、永享の乱などが起こる。康正元年（1455年)に5代目鎌倉公方の足利成氏は室町幕府側と対立し、下総国古河（茨城県古河市）に逃れて、以後「古河公方」と称する（享徳の乱）。享徳の乱以降、相模国は扇ガ谷に邸宅を持っていた扇谷上杉家の勢力圏となるが、その家宰が江戸城を築いたことで知られる太田道灌である。英勝寺付近に扇谷上杉家や太田道灌の屋敷があったとする伝承がある。
なおこの時期（14世紀～15世紀）には、由比ヶ浜の海岸砂丘が大規模な集団墓地として使用されており、現在の由比ヶ浜南遺跡と由比ヶ浜中世集団墓地遺跡からは数千体分の人骨や獣骨が出土している。
明応7年8月25日（1498年9月20日）に発生した明応地震で、鎌倉は津波に襲われた。高徳院の大仏殿は津波で倒壊して、鎌倉の大仏が露坐となったとする説がある。
永正9年（1512年）には北条早雲が現在の鎌倉市大船に小田原城の支城である玉縄城を築いた。しかし、三浦半島の支配権を巡って、後北条氏と里見氏の対立が深まり、大永6年（1526年）の鶴岡八幡宮の戦いでは鎌倉市中が戦場になっている。

### 江戸時代以降
近世に入ると、江戸に武家政権が成立し、鶴岡八幡宮は徳川家康・秀忠の保護を受け社殿の修理も行われたが、太田道灌を輩出した鎌倉が、以降の政治の表舞台に立つことはもはやなかった。
江戸時代中期、貞享2年（1685年）に徳川光圀が自身の鎌倉紀行を基に編纂させた『新編鎌倉志』が刊行されると鎌倉の名所・史跡の数々が世に知られるようになり、鎌倉は江戸近郊の遊楽地となった。「鎌倉七口」「鎌倉十橋」「鎌倉十井（じっせい）」などのいわゆる「名数」もこの書に基づいている。なお、1706年（宝永3年）刊行の書物
「風俗文選」（森川許六選）の「鎌倉の賦」の項には、鎌倉の名所や短歌などが記載されている。
近代になると、鎌倉は、海水浴場や観光地として栄えるようになる。また、鎌倉文士と呼ばれる多くの文人らが誕生した。現代の鎌倉は、多くの史跡、観光地、そして良好な自然環境を残す住宅地を有するエリアとして発展している。

### 略年表
- 康平6年（1063年）河内源氏の源頼義は由比郷鶴岡に、河内国の壷井八幡宮を勧請。由比若宮（鶴岡若宮）と称す。
- 治承4年（1180年）源頼朝、伊豆で平氏打倒の挙兵。石橋山の戦い。由比若宮を由比郷鶴岡から小林郷へ移す。
- 文治元年（1185年）守護地頭の補任が後白河法皇から許可される。壇ノ浦で平家滅亡。頼朝、父・義朝の菩提のため勝長寿院（廃絶）を建立。
- 文治5年（1189年）頼朝、永福寺（廃絶）造営を始める（1191年とも）。
- 建久3年（1192年）頼朝、征夷大将軍となる。
- 正治元年（1199年）頼朝没。
- 正治2年（1200年）頼朝の妻北条政子、夫の菩提のため寿福寺を建てる。
- 建仁3年（1203年）2代将軍源頼家の外戚（妻の実家）比企氏が滅ぼされる。頼家は伊豆国修禅寺（伊豆市）に幽閉され、翌年殺害される。同年、頼家の弟・源実朝が3代将軍となり、北条時政が初代執権となる。
- 建保元年（1213年）北条時政の子・義時が侍所別当和田氏を滅ぼす。
- 承久元年（1219年）源実朝、甥の公暁に殺害される。以後、将軍は傀儡となり、北条政子とその弟の義時が実権を握る。
- 承久3年（1221年）後鳥羽上皇が倒幕を企て、北条義時の追討を命じるが失敗し、上皇は隠岐に配流される（承久の乱）。
- 嘉禄元年（1225年）北条政子没。
- 貞永元年（1232年）北条泰時により御成敗式目が制定される。
- 建長4年（1252年）鎌倉大仏鋳造開始される。
- 建長5年（1253年）建長寺完成。日蓮、辻説法を始める。
- 弘安5年（1282年）円覚寺完成。日蓮没。
- 元弘元年（1331年）後醍醐天皇による倒幕計画が発覚。関係者が処分される（元弘の乱）。
- 元弘3年（1333年）新田義貞、鎌倉を攻略。北条高時ら一族、東勝寺にて自害。鎌倉幕府崩壊。
- 貞和5年（正平4年、1349年）足利尊氏、次男・基氏を鎌倉公方に任命。
- 永享10-11年（1438-1439年）鎌倉公方持氏、関東管領の上杉憲実と対立。6代将軍義教は持氏追討を命じ、持氏は自刃（永享の乱）。
- 康正元年（1455年）鎌倉公方成氏は将軍義政の命を受けた今川範忠に攻められ、下総古河へ逃れる（享徳の乱）。
- 永正9年（1512年）北条早雲、玉縄城を築く。

## 文化
武家による社会の仕組みや文化は「武家の古都・鎌倉」から広がり、日本人の価値観や行動様式に大きな影響を与えてきた。これらの精神的文化的遺産は、政治・経済・宗教など様々な分野において、武家政権消滅後も日本人のよりどころとして多くのものが現在まで受け継がれている。
鎌倉時代には、鎌倉文化が栄えた。仏教では、従来からあった真言宗と律宗に加え、鎌倉新仏教（禅宗・浄土宗・時宗・日蓮宗など）が興隆し、全国に広まり、その後の日本人の宗教のあり方や方向性に多大な影響を与えてきた。
この時代には、東国の鎌倉と西国の京という二つの中心ができ、武士が日本各地の土地を支配した。遠隔地間や南宋・元との貿易も盛んになり、銭貨が輸入されたことにより、貨幣経済が広がった。これら背景に為替制度が誕生するなど、鎌倉時代はその後の日本における経済的発展が準備された時代ともなっていった。

### 鎌倉文士
鎌倉文士とは、神奈川県鎌倉市に住む（あるいは住んでいた）文学者の総称。早くから横須賀線が通り、東京の出版社へのアクセスも良かった鎌倉は、多くの文学者や美術家・芸術家に好まれた。夏目漱石、芥川龍之介、国木田独歩、川端康成、大佛次郎をはじめとする文人らが鎌倉に住み、あるいは鎌倉を舞台とした作品を残している。
鎌倉ペンクラブは1933年（昭和8年）設立と言われている。1938年（昭和13年）当時の会員には林房雄、大仏次郎、大森義太郎、大岡昇平、太田水穂、川端康成、横山隆一、中里恒子、野田高梧、山本実彦、山田珠樹、今日出海、小杉天外、小林秀雄、小牧近江、里見弴、三好達治、島木健作、神西清らの名前があり、1961年（昭和36年）に解散をしている。その後40年を経て2001年（平成13年）に第二次鎌倉ペンクラブが三木卓を会長として設立された。新鎌倉文士と呼ばれる複数の有名作家が鎌倉に移住したが、養老孟司は移住者ではなく生まれも育ちも鎌倉である。鎌倉文士の一覧については、リンク先を参考のこと。

### 唱歌
1900年（明治33年）5月発表の『鉄道唱歌』第1集東海道編（大和田建樹作詞、全64番）では、東海道本線を外れてわざわざ横須賀線（当時は東海道線の支線）に入り、鎌倉に4番を割いている。作者が京都・近江八景・太宰府天満宮など歴史的な土地に相当な執着を持っていたからと言われ、鎌倉に関しては後には葉山に別荘を構えたりもした。
- 6.横須賀ゆきは乗替と 呼ばれておるる大船の つぎは鎌倉鶴が岡 源氏の古跡や訪ね見ん
- 7.八幡宮の石段に 立てる一木の大鴨脚樹（いちょう） 別当公暁のかくれしと 歴史にあるは此（この）蔭よ
- 8.ここに開きし頼朝が 幕府のあとは何（いず）かたぞ 松風さむく日は暮れて こたえぬ石碑は苔あおし
- 9.北は円覚建長寺 南は大仏星月夜 片瀬腰越江の島も ただ半日の道ぞかし

### 金沢文庫
北条実時が邸宅内に造ったとされる武家の文庫。鎌倉の東の結界である六浦・称名寺（横浜市金沢区）よって長らく護られてきた。吾妻鏡の主要編纂地でもある金沢文庫は、現在の行政区分では鎌倉市ではなく横浜市に属するが、鎌倉文化を語る上で欠くことができない。
伊藤博文らによる復興を経て、現在は鎌倉時代を中心とした所蔵品を展示公開する、神奈川県立の歴史博物館となっている。称名寺からの寄託品を中心とする、国宝・重要文化財を含む古書籍等の文化財を保管し、調査研究、展示するための施設である。2007年には当文庫に保管されていた木造大威徳明王像（称名寺の塔頭・光明院の所有）が運慶作であることが判明して話題になった。　

## 鎌倉にあるおもな寺社

### 山ノ内、扇ヶ谷、源氏山
山ノ内
禅宗を保護した北条氏の所領であったため、多くの禅寺が往時の名残を伝える。建長寺、円覚寺など、鎌倉五山に列せられる格式高い大寺が建ち並ぶ古都の表玄関。
現在では北鎌倉と呼ばれるこの一帯は、精進料理の店や茶屋が建ち並び、一休みする観光客で賑わいを見せている。数々の名刹を巡り、鎌倉まで足をのばすのが、観光の定番コース。
- 円覚寺 - 鎌倉五山第2位。臨済宗円覚寺派大本山。山号は瑞鹿山、開基は北条時宗、開山は無学祖元。
- 東慶寺 - 臨済宗。山号は松岡山、開基は北条貞時、開山は覚山尼。「縁切寺」の別称あり。著名人の墓が多い。
- 浄智寺 - 鎌倉五山第4位。臨済宗。山号は金宝山、開基は北条宗政・師時、開山は兀庵普寧、大休正念（請待開山）、南洲宏海（準開山）。
- 明月院 - 臨済宗。山号は福源山、開基は上杉憲方（寺伝では首藤経俊）、開山は密室守厳。「あじさい寺」として知られる。
- 長寿寺 - 臨済宗。山号は宝亀山、開基は足利基氏、開山は古先印元。寺内は特別公開時を除き非公開。
- 建長寺 - 鎌倉五山第1位。臨済宗建長寺派大本山。山号は巨福山（こふくさん）、開基は北条時頼、開山は蘭渓道隆。
- 円応寺 - 臨済宗。山号は新居山、開基は未詳、開山は智覚禅師（桑田道海）とも伝えるが未詳。閻魔王をはじめとする十王像を安置。

扇ヶ谷（おうぎがやつ）、源氏山
扇ガ谷から 化粧坂、そして 源氏山までは趣のある散策路が続いている。現在の鎌倉駅西側一帯である。
鎌倉駅西側はノスタルジックな雰囲気の小売店や銭湯などの残る御成通りが続き、古き良き時代の面影をよく残している。
- 寿福寺 - 鎌倉五山第3位。臨済宗。山号は亀谷山、開基は北条政子、開山は栄西。寺内は特別公開時を除き非公開。
- 英勝寺 - 浄土宗。開基は太田道灌の子孫で徳川家康の側室であった英勝尼。鎌倉に現存する唯一の尼寺。
- 浄光明寺 - 真言宗泉涌寺派準別格本山。山号は泉谷山、開基は北条長時、開山は真阿。重要文化財の阿弥陀三尊像がある。境内地と裏山にある冷泉為相墓は国の史跡。
- 薬王寺 - 日蓮宗。山号は大乗山、開山は日像。
- 海蔵寺 - 臨済宗。山号は扇谷山（せんこくざん）、開基は上杉氏定、開山は蘭渓道隆の法系の空外（くうげ）とも言い、寺伝では曹洞宗の僧・源翁禅師（心昭空外）とするが定かでない。「十六ノ井」という中世の岩窟（井戸とも墓所ともいう）がある。
- 葛原ヶ岡神社（くずはらがおか） - 祭神は日野俊基。1887年（明治20年）頃の創建。
- 銭洗弁財天宇賀福神社 - 祭神は宇賀神（弁才天と同一視される）。源頼朝の創建という。境内奥の洞窟の湧き水でお金を洗うと数倍になって戻ってくるという信仰がある。
- 佐助稲荷神社 - 鎌倉幕府開設以前からの古社。当社の神霊が頼朝の挙兵をうながしたとされ、佐殿（すけどの、頼朝の呼称）を助けたとの意で佐助稲荷と名付けられた。

### 鶴岡八幡宮周辺
- 鶴岡八幡宮 - 源頼義が河内源氏本拠地の壺井水八幡宮を勧請したもので、もと由比郷（鎌倉市材木座）にあり、源頼朝が現在地に移す。河内源氏の守護神であり、鎌倉の象徴的存在である。
- 来迎寺（らいこうじ） - 時宗。山号は満光山、開基は未詳、開山は一遍または一向とも伝えるが未詳。法華堂（頼朝の持仏堂）旧蔵の如意輪観音像を安置。
- 宝戒寺 - 天台宗。山号は金龍山、開山は円観（恵鎮）。本尊地蔵菩薩坐像は重要文化財。「萩の寺」として知られる。
- 妙隆寺 - 日蓮宗。山号は叡昌山、開基は千葉胤貞、開山は日英。「鍋かむり上人」として知られる2世住持・日親の石像がある。

### 二階堂、金沢街道方面
観光客の多い鶴岡八幡宮周辺から東に延び、六浦（横浜市金沢区）へと続く道が、古に六浦路と呼ばれた金沢街道。幕府の交易港であった六浦湊の商人達が、塩や海産物を運ぶ〝塩の道〟として栄えていた。
鎌倉で最も古い歴史を誇る杉本寺など、風情の深い寺が多い。周辺は山深く、入り組んだ谷戸の中にひっそりと古刹が佇む。
- 荏柄天神社（えがらてんじんしゃ） - 祭神は菅原道真。長治元年（1104年）の建立と伝える。
- 鎌倉宮 - 祭神は護良親王。明治天皇の命で1869年（明治2年）創建。
- 覚園寺 - 真言宗。山号は鷲峰山、開基は北条義時、開山は智海心慧（ちかいしんえ）。古い鎌倉の面影をもっともよく残す寺といわれる。
- 瑞泉寺 - 臨済宗。山号は錦屏山、開基は二階堂道蘊（どううん）、開山は夢窓疎石。「花の寺」として知られ、夢窓疎石作の庭園がある。
- 杉本寺 - 天台宗。山号は大蔵山、開基は行基と伝える。鎌倉最古の寺と伝え、本尊は3体の十一面観音である。
- 報国寺 - 臨済宗。山号は功臣山、開基は寺伝では足利尊氏の祖父足利家時（上杉重兼ともいう）、開山は天岸慧広（てんがんえこう）。「竹の寺」として知られる。
- 浄妙寺 - 鎌倉五山の第5位。臨済宗。山号は稲荷山（とうかさん）、開基は足利義兼、開山は退耕行勇。
- 明王院 - 真言宗。山号は飯盛山、開基は鎌倉4代将軍藤原頼経、開山は定豪（じょうごう）。
- 光触寺（こうそくじ） - 時宗。山号は岩蔵山、開基は一遍と伝えるが未詳、開山は作阿。本尊の阿弥陀如来（通称頬焼け阿弥陀）と境内の「塩嘗（しおなめ）地蔵」が知られる。
- 十二所神社（じゅうにそうじんじゃ） - 祭神は天神（あまつかみ）7柱、地神（くにつかみ）5柱の12神。

### 小町、大町 ― 材木座

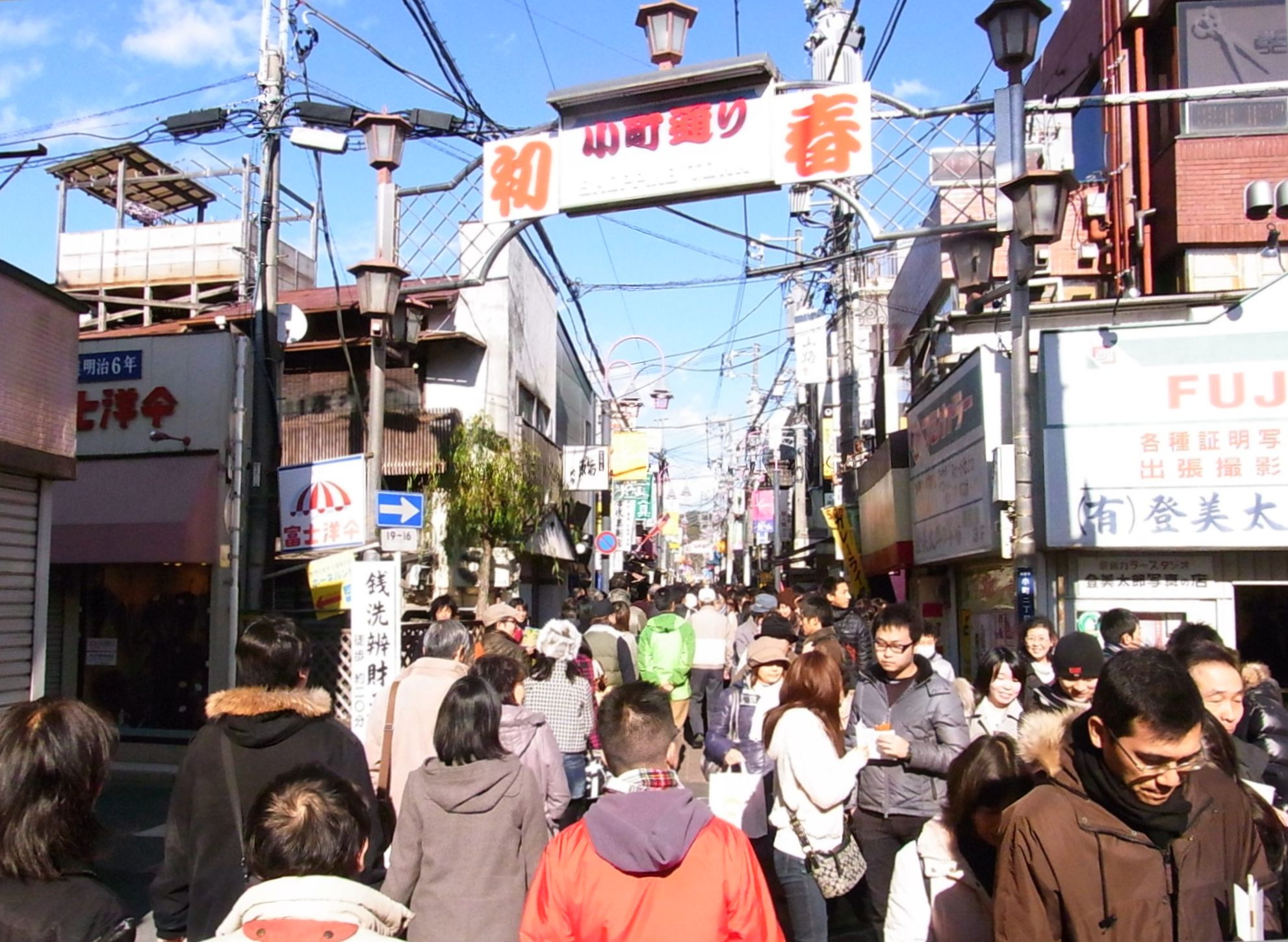
小町通り（2010年1月1日撮影）

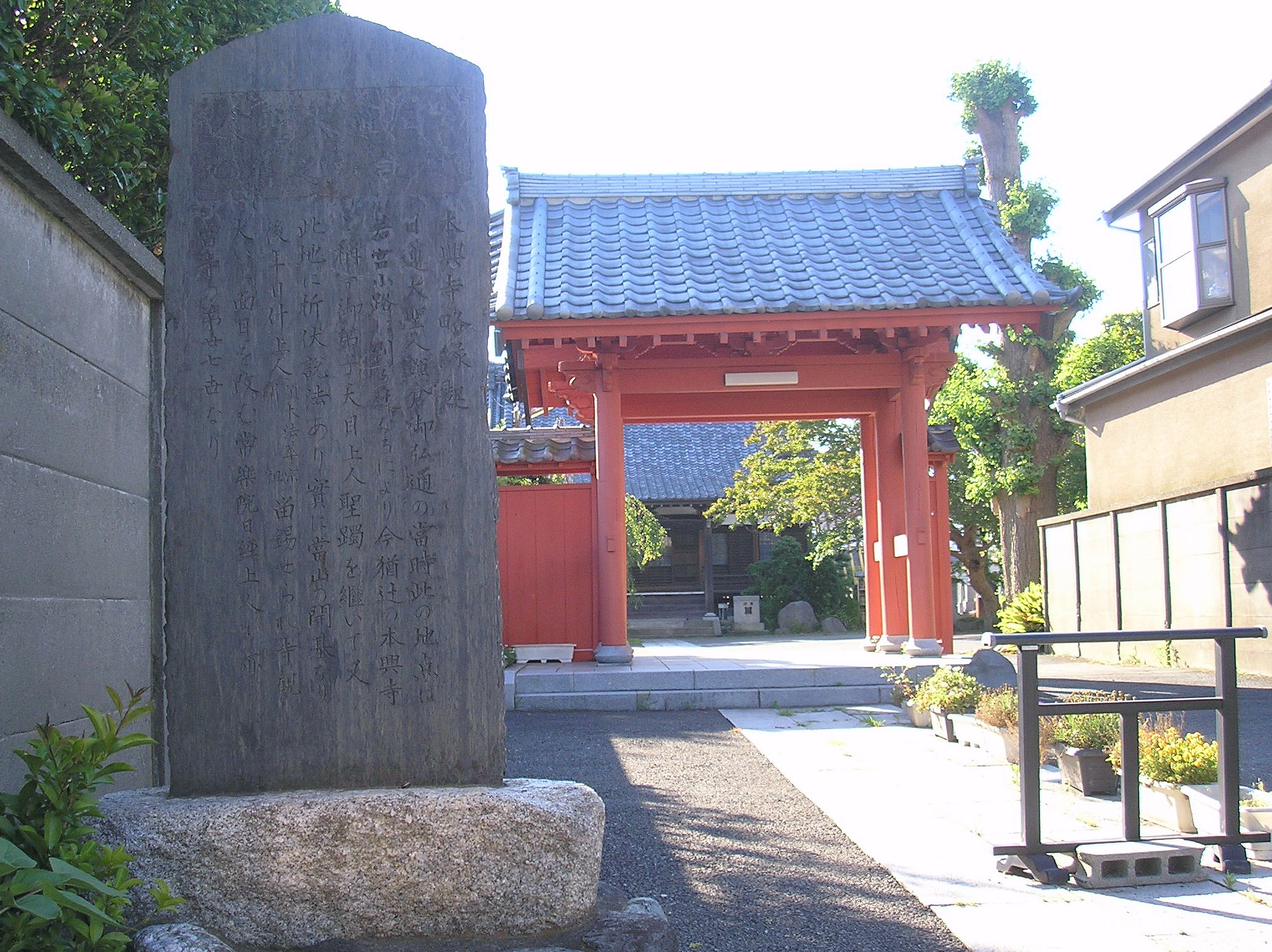
辻の本興寺門前の辻説法跡記念碑（大町2丁目）

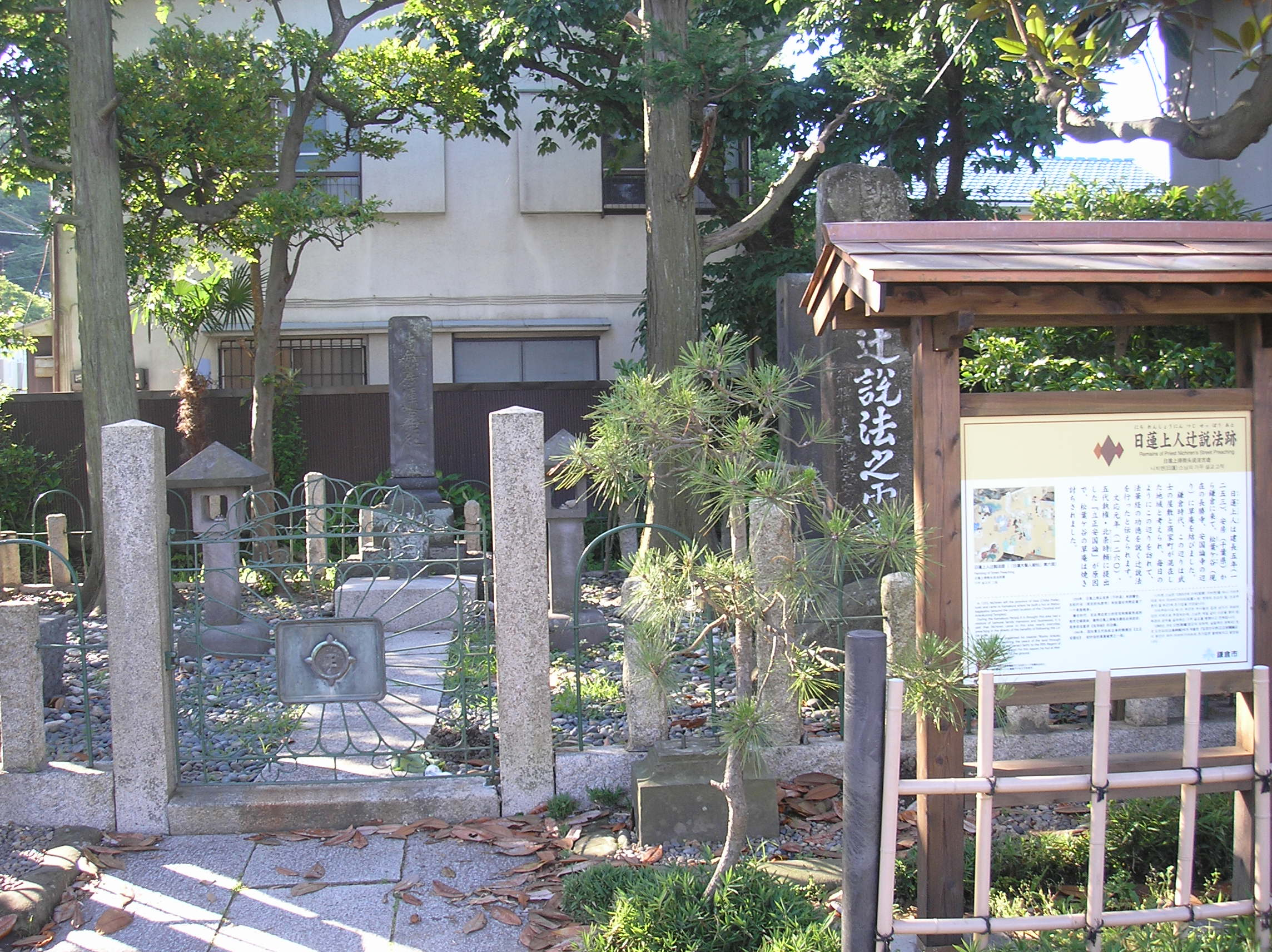
辻説法跡記念碑(小町2丁目)

小町、大町
鎌倉の中心・鶴岡八幡宮から材木座海岸まで伸びる参道が、メインストリートでもある若宮大路。通りの左右には脇道が無数にあり、一歩踏み込むと教会や古い洋館などが点在し、歴史を感じさせるエキゾッチクな佇まいが垣間見られる。
メインストリートと並列して八幡宮から鎌倉駅までを繋ぐのが小町通り。レストランやブティック、土産物屋が軒を連ね、観光客やショッピングをする若者で賑わう。
- 大巧寺 - 単立（無宗派）の仏教寺院。山号は長慶山、本尊は安産の神・産女霊神で、「おんめさま」の通称で知られる。
- 本覚寺 - 日蓮宗。山号は妙厳山、開山は日出。2世住持の日朝が建立した日蓮聖人分骨堂がある。
- 妙本寺 - 日蓮宗。山号は長興山、開基は比企能本、開山は日朗。境内に比企一族の墓所、一幡の墓、蛇苦止（じゃくし）明神がある。
- 常栄寺 - 日蓮宗。山号は恵雲山、開山は日詔。「ぼたもち寺」の通称で知られる。
- 別願寺 - 時宗。足利持氏供養塔と伝える石造宝塔（重文）がある。
- 安養院 - 浄土宗。山号は祇園山、開基は北条政子、開山は願行房憲静。
- 妙法寺 - 日蓮宗。山号は楞厳山（りょうごんさん）、開山は日蓮、中興開山は護良親王の子・日叡。「苔の石段」が著名で、「苔寺」の別称がある。
- 安国論寺 - 日蓮宗。山号は妙法華経山、開山は日蓮。境内の岩窟は日蓮が『立正安国論』を執筆したところという。
- 教恩寺 - 時宗。山号は中座山、開基は北条氏康、開山は知阿。元は材木座の光明寺の境内にあったとされ、この地にあった光明寺の末寺、善昌寺が廃寺になったことにより移建されたと伝えられている。
- 上行寺 - 日蓮宗。山号は法久山、開山は日範。桜田門外の変で大老井伊直弼を暗殺した水戸藩士の一人、広木松之介の墓がある。
- 本興寺 - 日蓮宗。山号は法華山、開山は天目。日蓮が辻説法を行なった地域にあり、「辻の本興寺」と呼ばれている。
- 辻の薬師堂 - 元々、医王山長善寺という浄土宗の寺のお堂であったが、江戸末期の火災で寺が焼失し、お堂だけが残った。本興寺の正面に位置する。
- 大宝寺 - 日蓮宗。山号は多福山、開山は日出。境内には新羅三郎（源義光）ゆかりの多福神社がある。

材木座
大町から材木座にかけては、かつて日蓮が庵を結んだ庶民信仰の色濃い土地だが、近年では湘南のマリンスポーツのメッカ。マリンショップが軒を並べ、静かな古寺の前をサーファーたちが行き交っている。
- 元八幡 - 鶴岡八幡宮の旧地。源頼義が石清水八幡宮を勧請して建立した。
- 長勝寺 - 日蓮宗。山号は石井山、開山は日蓮。高村光雲作の日蓮の銅像がある。
- 来迎寺（らいこうじ） - 時宗。山号は随我山、開基は源頼朝。
- 補陀洛寺（ふだらくじ） - 真言宗。山号は南向山、開山は文覚。
- 九品寺（くほんじ） - 浄土宗。山号は内裏山、開基は新田義貞、開山は風航順西。
- 光明寺 - 浄土宗関東総本山。山号は天照山、開基は北条経時、開山は然阿良忠（記主禅師）。
- 延命寺 - 浄土宗。山号は帰命山、開山は専蓮社誉能公。北条時頼の夫人が建立したといわれている。
- 五所神社 - 材木座の氏神。明治41年、乱橋村と材木座村が合併した際に、もともとこの地にあった三島神社に村内の八雲神社、諏訪神社、視女社、金毘羅宮を合祀し、五所神社と改称したもの。
- 向福寺 - 時宗。山号は円龍山、開山は一向。
- 妙長寺 - 日蓮宗。山号は海潮山、開山、開基は日実。日実は伊豆で日蓮を救った漁師、舟守弥三郎の子と言われる（弥三郎本人という説もあり）
- 実相寺 - 日蓮宗。山号は弘延山、開山、開基は日昭。曾我兄弟に仇討ちされた工藤祐経の屋敷だったところに、祐経の孫にあたる日昭が法華寺として開山。

### 長谷、腰越、深沢、大船
長谷
鎌倉のシンボルともいえる大仏があるエリア。江ノ電長谷駅から大仏のある高徳院までは土産物屋が並ぶ。
名物のレトロバスがゆったりと行き交う由比ガ浜通りには長谷寺があり、老舗が軒を連ねている。
- 長谷寺 - 単立（無宗派）の仏教寺院。山号は海光山、開山は徳道。高さ9メートルの十一面観音を本尊とし、「長谷観音」として知られる。
- 収玄寺 - 日蓮宗。開基、開山は未詳。寺地は日蓮に帰依した武士四条頼基（四条金吾）の邸跡といい、寺は近代になって再興されたもの。
- 光則寺 - 日蓮宗。山号は行時山、開基は宿谷光則、開山は日朗。花の寺として知られる。
- 高徳院（鎌倉大仏） - 浄土宗。開基、開山は未詳。鎌倉大仏を本尊とする。
- 甘縄神明神社 - 奈良時代、行基の創建と伝える。
- 御霊神社 - 祭神は鎌倉権五郎景正（景政）。9月18日の例祭で行われる「面掛行列」が名高い。
- 極楽寺 - 真言律宗。山号は霊鷲山、開基は北条重時、開山は忍性。本尊釈迦如来立像をはじめ、鎌倉時代の仏像が多数ある。
- 成就院 - 真言宗大覚寺派。山号は普明山、開基は北条泰時。

腰越、深沢
- 満福寺 - 真言宗。山号は龍護山、開基は奈良時代の僧行基と伝える。源義経が滞在し、「腰越状」を書いたところとして知られる。
- 龍口寺 - 日蓮宗。山号は寂光山。日蓮の「竜の口の法難」の地に建つ。行政区画的には藤沢市片瀬に位置する。
- 青蓮寺 - 真言宗。山号は飯盛山、開山は空海と伝え、中興開山は善海。通称は鎖大師。重要文化財の弘法大師坐像（鎖大師）を安置する。所在地は鎌倉市手広。
- 大慶寺 - 臨済宗。山号は霊照山、開基は長井光禄大夫、開山は大休正念。
- 円久寺 - 日蓮宗。山号は常葉山。開山、開基は日惺（日伊とも伝えられる）。もとは妙本寺の末寺。隣にある常盤の八雲神社はかつてこの円久寺に属し、天王社と呼ばれていた。
- 子守神社。祭神は子守大神（こもりのおおかみ）
- 佛行寺 - 日蓮宗。山号は笛田山。開山は仏性院日秀。裏山に梶原景時の長男、梶原源太景季の片腕が埋められていると伝えられる源太塚がある。

大船（おおふな）
江の島まで湘南モノレールが続く。途中の丘陵地には高級住宅地の鎌倉山がある。鎌倉山は住宅分譲地として昭和の初期に開発された。
- 常楽寺 - 臨済宗。山号は粟船山、開基は北条泰時、開山は退耕行勇。建長寺創建以前に蘭渓道隆が住した。山号の粟船は大船の古名。
- 称名寺（今泉不動） - 浄土宗。山号は今泉山。空海の創建と伝える。
- 龍寶寺 - 曹洞宗。山号は陽谷山、開基は玉縄城主の北条綱成、開山は泰絮宗栄（たいじょそうえい）。境内には重要文化財の旧石井家住宅が移築されている。
- 大船観音寺 - 曹洞宗の寺院。巨大な観音像で知られる。

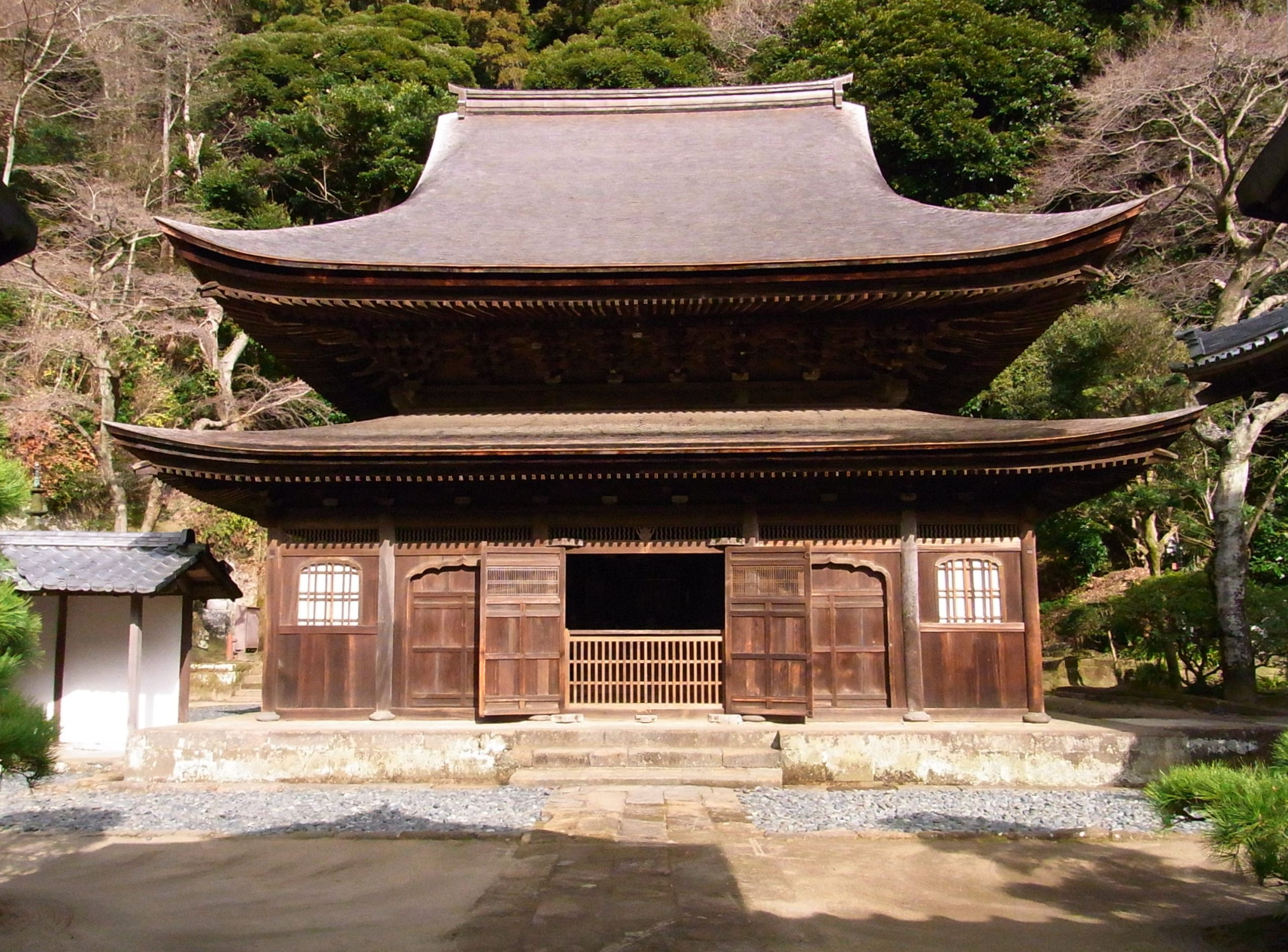
円覚寺舎利殿（国宝）
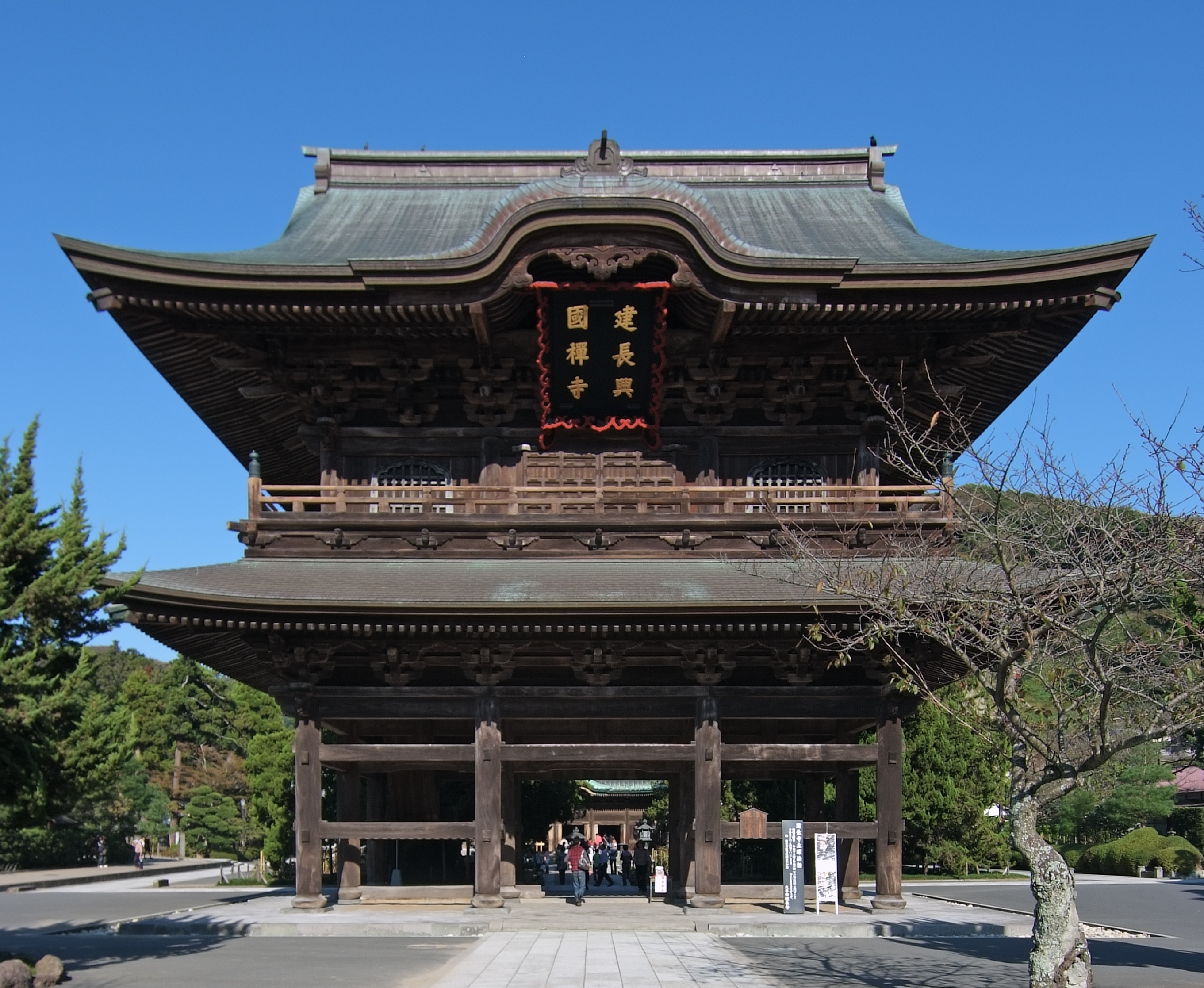
建長寺山門（三門）
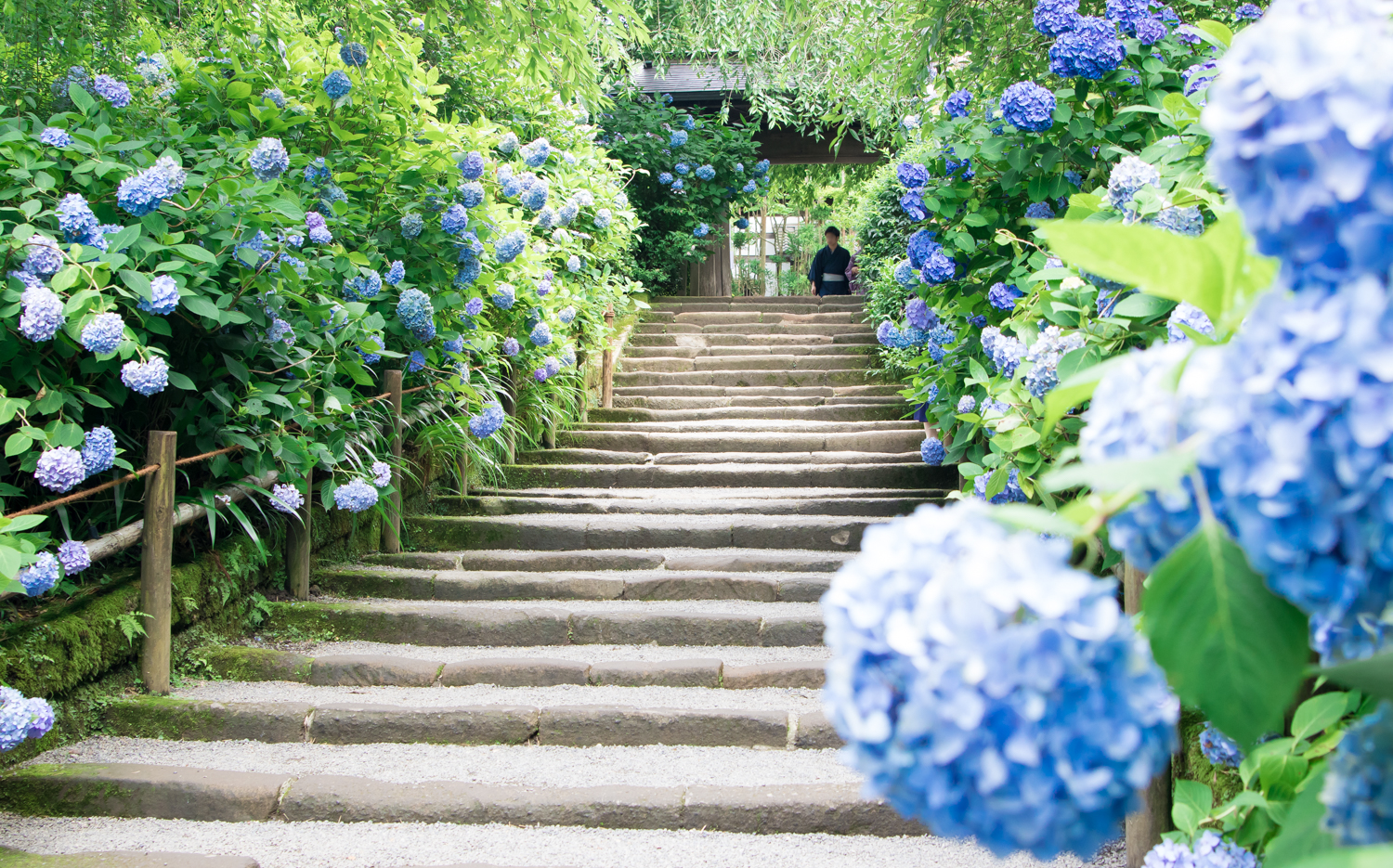
明月院
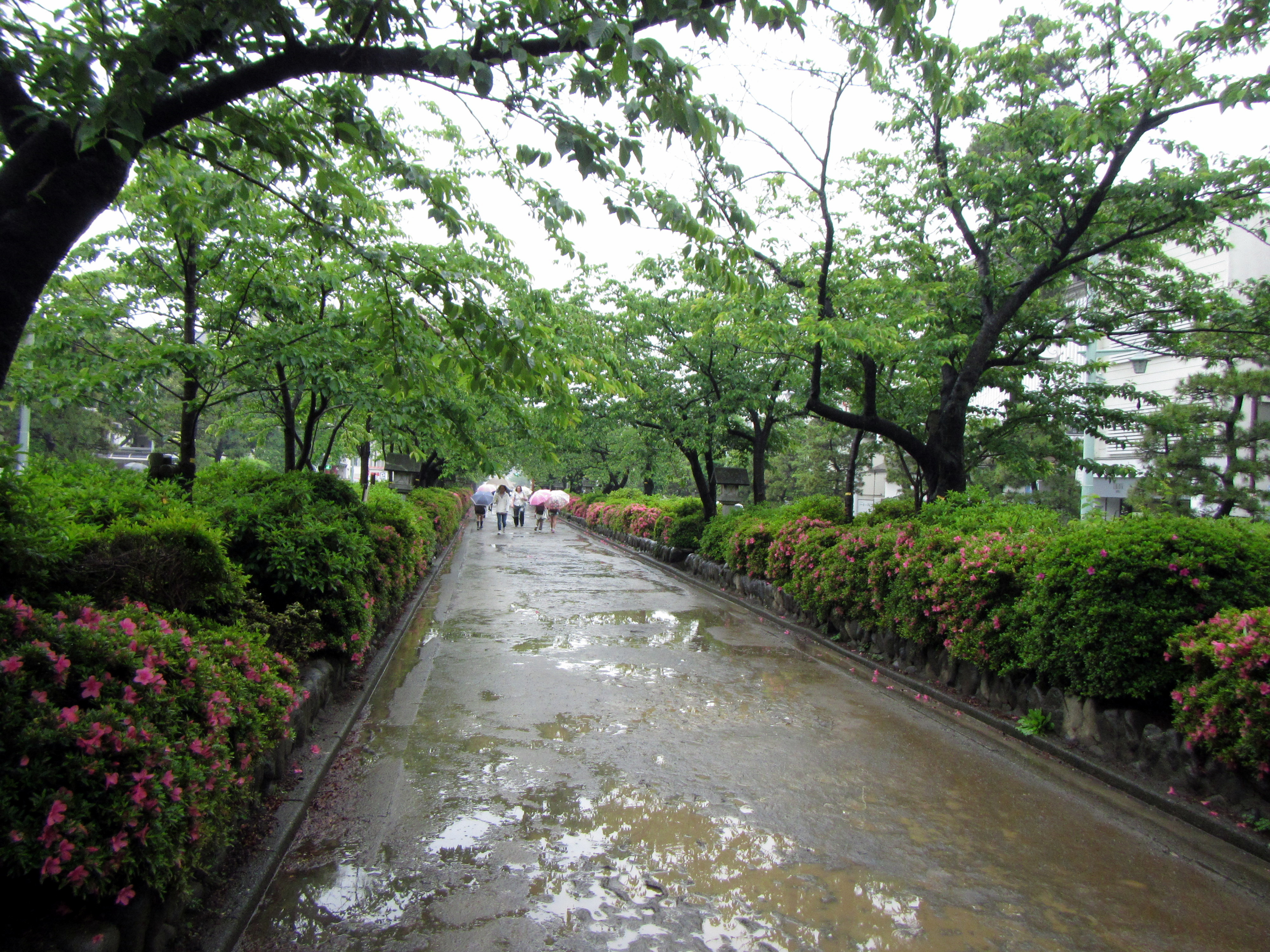
段葛（だんかずら）
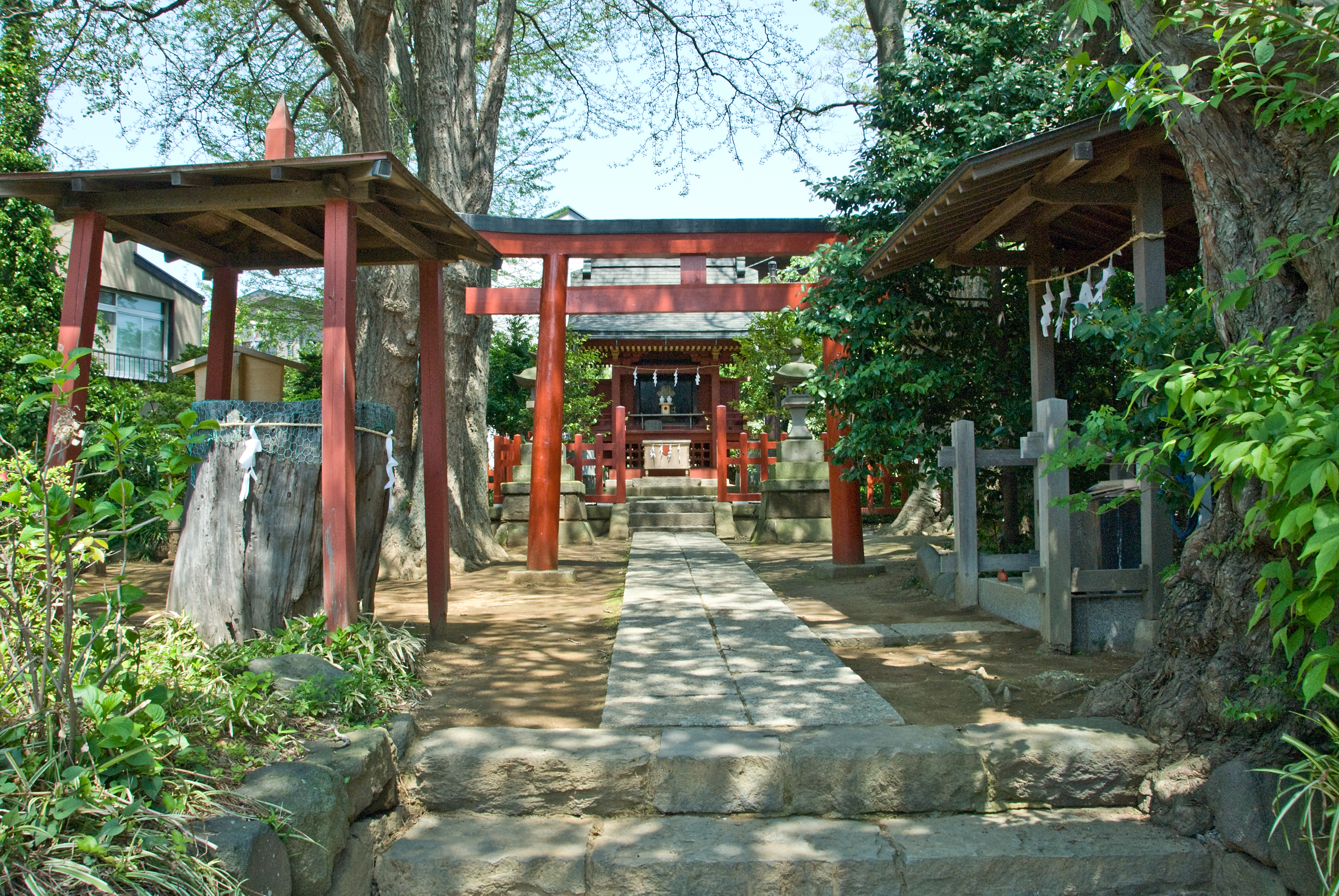
元八幡
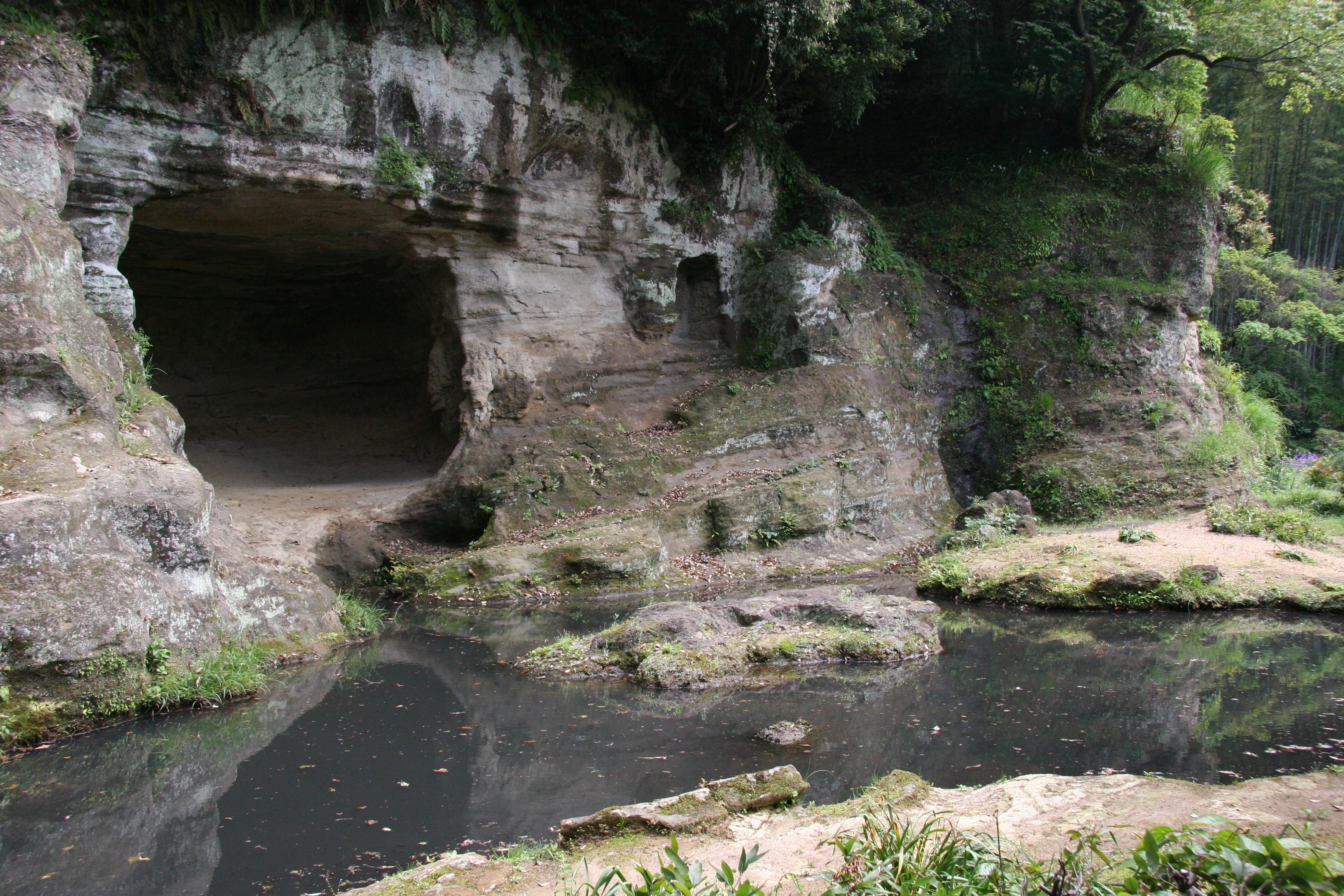
瑞泉寺庭園
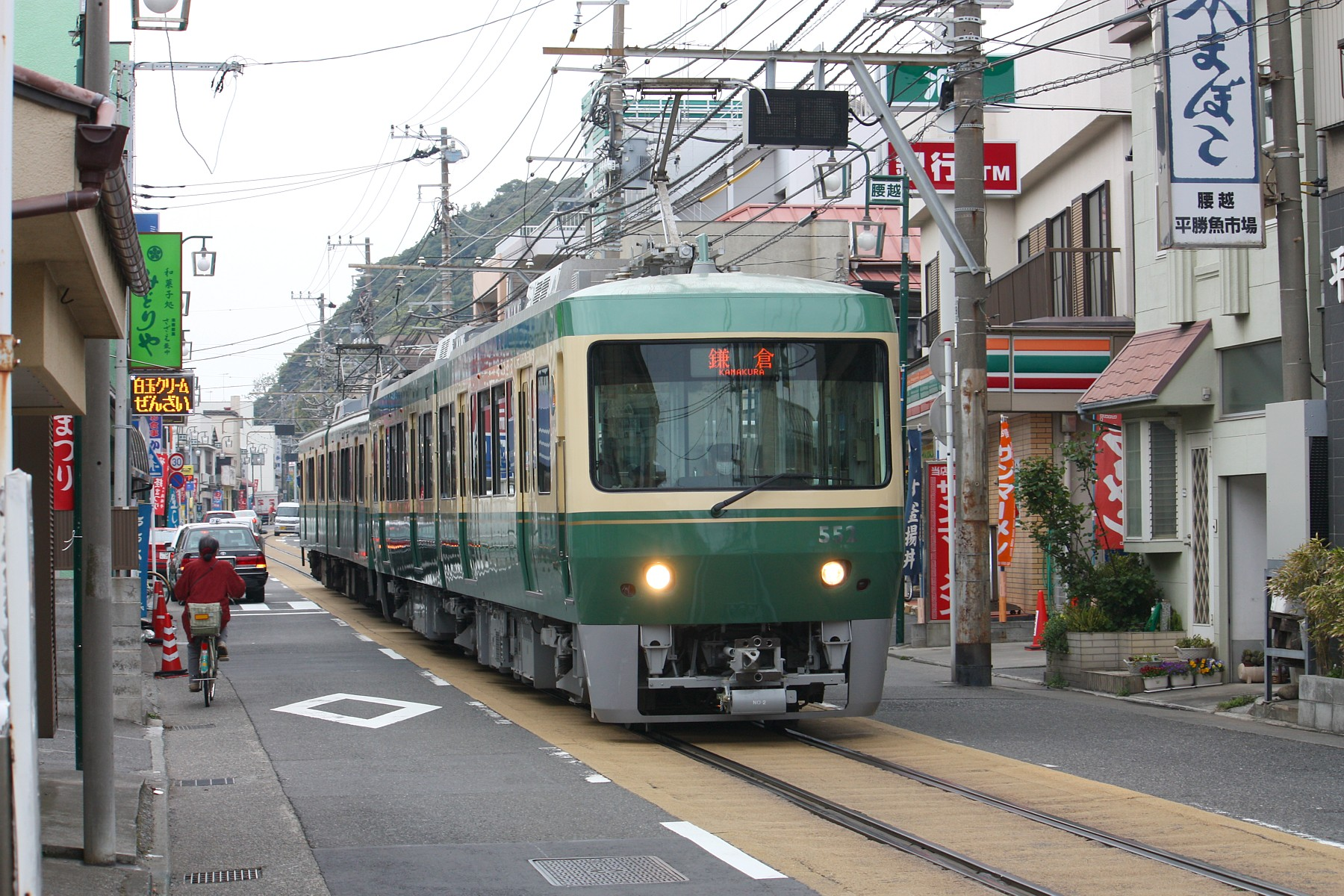
江ノ島電鉄（江ノ電）

## その他の観光資源

### 史跡・旧跡・遺跡
- 和田塚

### 博物館等
- 鎌倉国宝館 - 鶴岡八幡宮境内。1928年開館。関東大震災の被害を踏まえ、市内の社寺等の文化財の保管展示施設として設立された。
- 神奈川県立近代美術館 - 1951年に開館した、日本最初の公立近代美術館。鶴岡八幡宮境内の鎌倉館（坂倉準三設計）とその近くの鎌倉別館があったが、前者は2016年1月をもって展示を終了し、2019年6月に「鎌倉文華館 鶴岡ミュージアム」として再開[37]。
- 鎌倉文華館 鶴岡ミュージアム
- 鎌倉歴史文化交流館
- 鎌倉市鏑木清方記念美術館
- 鎌倉市川喜多映画記念館
- 鎌倉彫資料館
- 葉祥明美術館
- 北鎌倉古民家ミュージアム
- 鎌倉文学館
- 吉屋信子記念館 - 春秋に期日を限って公開[38]。
- 大佛次郎茶亭 - 春秋に期日を限って公開[39]。
- 旧華頂宮邸 - 建物内部は春秋に期日を限って公開[40]。
- 扇湖山荘（旧鎌倉園） - もと実業家の別邸。2010年に旧所有者から鎌倉市に寄贈。春秋に期日を限って公開[41]。
- 材木座公会堂
- 英国アンティーク博物館 BAM鎌倉
- かわいい生きものミュージアム

## 行楽、レジャー
北・東・西の三方を山で南を海で囲まれた鎌倉らしい行楽やレジャーがある。

### 鎌倉のハイキングコース
北・東・西の三方を山で囲まれた鎌倉には豊かな自然を楽しむことができるハイキングコースがある。鎌倉の山は標高100メートル程度と比較的手軽に楽しめることもあり、特に休日は多くのハイカーでにぎわっている。

### 海水浴など

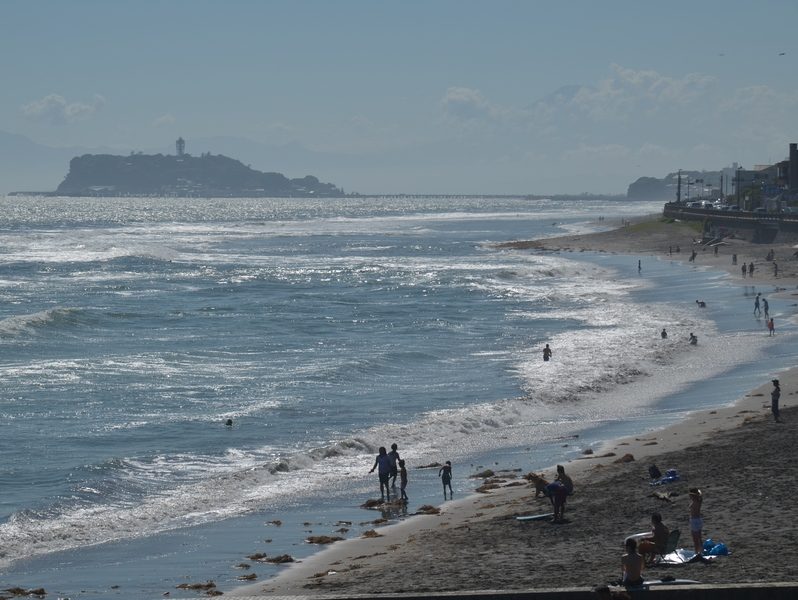
鎌倉の海岸（右側）。左側の遠方に霞んで見えているのは江ノ島。

鎌倉の海岸（由比ヶ浜および材木座海岸）は有名な海水浴場であり、夏季には多くの海水浴客で賑わい、大型の海の家が出店する。遠浅の海なのでウィンドサーフィンの初心者にも適した湾になっており、1年を通して風のある日は地元のウィンドサーファーらがウィンドサーフィンを楽しんでおり、海岸付近にウィンドサーフィンショップも複数あり、初心者向けスクールも行われている。

### 鎌倉花火大会
海沿いの地区（由比ヶ浜および材木座海岸）を会場として行われる花火大会。1949年（昭和24年）から続いており、打ち上げ数は数千発で、例年13万人や15万人ほどの人出があり、7月に行われる（日付は変動）。